# Cathédrale Saint-Pierre de Beauvais
Cette  cathédrale n’est pas la seule cathédrale Saint-Pierre.
La cathédrale Saint-Pierre de Beauvais est une église catholique située à Beauvais, dans le département français de l'Oise en région Hauts-de-France. Elle est la cathédrale du diocèse de Beauvais.
Sa construction est contemporaine de celle des cathédrales d'Amiens, de Bourges, de Chartres, de Metz et de Reims.
Elle possède le plus haut chœur gothique au monde (48,50 m) sous voûte. De 1569 à 1573 la cathédrale de Beauvais fut avec sa tour de 153 mètres la plus haute construction humaine du monde. Ses concepteurs avaient l'ambition d'en faire la plus grande cathédrale gothique de France devant celle d'Amiens. Victime de deux écroulements, l'un au XIIIe siècle, l'autre au XVIe siècle, elle reste aujourd'hui inachevée, seuls le chœur et le transept ont été construits.
Elle est affiliée à la paroisse Saint-Pierre-Saint-Paul en Beauvaisis de Beauvais-Centre.

## Histoire

### Naissance de la communauté chrétienne de Beauvais
À la fin du IIIe siècle, Lucien, originaire de Rome, serait arrivé en Gaule avec Denis et Rieul pour évangéliser la Gaule du Nord. Il se serait installé à Beauvais (Bellovacum), prêchant et convertissant au christianisme des habitants. Ainsi serait née la première communauté chrétienne du Beauvaisis.
Vers 290, l’empereur Dioclétien, opposé au christianisme envoya Latinus, Jarius et Antor pour réprimer le prosélytisme de Lucien et de ses deux compagnons Maxien et Julien. Retrouvés par les Romains, ils auraient été décapités à Montmille près de Beauvais. Une première chapelle fut construite au début du IVe siècle dans la cité reconstruite entourée de murailles, le long de la voie romaine reliant Rouen à Reims.
Saint Lucien est considéré par les catholiques comme le premier évêque de Beauvais.

### La cathédrale carolingienne

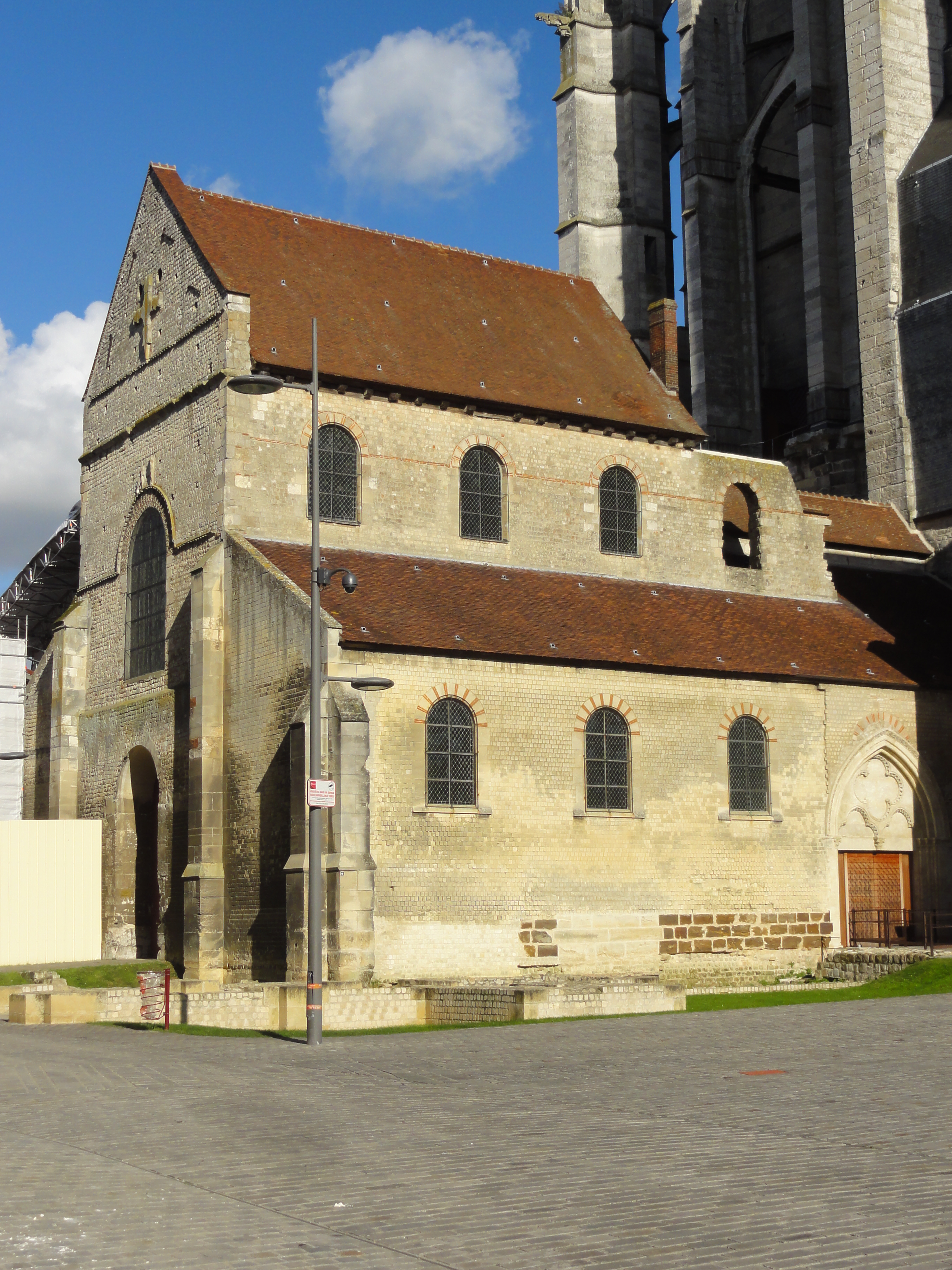
Église Notre-Dame-de-la-Basse-Œuvre.

De la première cathédrale, il ne reste aujourd'hui que quelques travées de la nef. Ce premier édifice date sans doute de la deuxième moitié du Xe siècle, ce qui correspond aux règnes de Lothaire et de son fils Louis V. Il s'agit d'une église de style carolingien tardif. Elle était beaucoup plus longue que l'édifice actuel puisque la nef ne contient plus aujourd'hui que les trois premières travées occidentales sur les neuf qu'elle avait dans sa plus grande extension, ce qui en faisait une des plus grandes églises de l'époque. Les Beauvaisiens la nomment la Basse-Œuvre en opposition avec la Haute-Œuvre qui est la cathédrale gothique Saint-Pierre.
Les fouilles menées par Émile Chani sous la cathédrale gothique ont montré la présence d'un grand transept d'époque carolingienne. Les opinions divergent pour savoir si ce transept est d'origine ou a été rajouté par la suite. Dans le premier cas, l'église carolingienne actuelle aurait été précédée par une autre église légèrement antérieure, plus petite, construite au même endroit.
Les absidioles de cette église, à transept non débordant, ont été retrouvées lors des fouilles sans atteindre pourtant l'abside de l'ancien chœur qui avait été démoli dès le XIIIe siècle lors de la mise en chantier de la cathédrale gothique. La façade occidentale de la Basse-Œuvre comportait à l'origine au moins un porche, et peut-être une tour. Elle a été plaquée devant la nef carolingienne après les deux incendies du milieu du XIe siècle et, selon Philippe Bonnet-Laborderie, annonce déjà l'architecture romane à venir. Le petit appareil cubique s'explique par un réemploi de pastoureaux provenant d'anciens édifices de la ville détruits lors du saccage de Beauvais au IIIe siècle, et non des remparts gallo-romains du IVe siècle comme il a souvent été écrit. L'appareil est analogue sur les murs latéraux, mais la régularité y est meilleure. Les jonctions entre la façade du milieu du XIe siècle et les murs gouttereaux de la fin du Xe siècle restent visibles. Le pignon est plus élevé que le toit de la nef. Il est ajouré par deux petits oculi, et entre les deux, s'insère la partie supérieure d'une croix byzantine en bas-relief.

### La cathédrale gothique

#### Un début de construction rapide

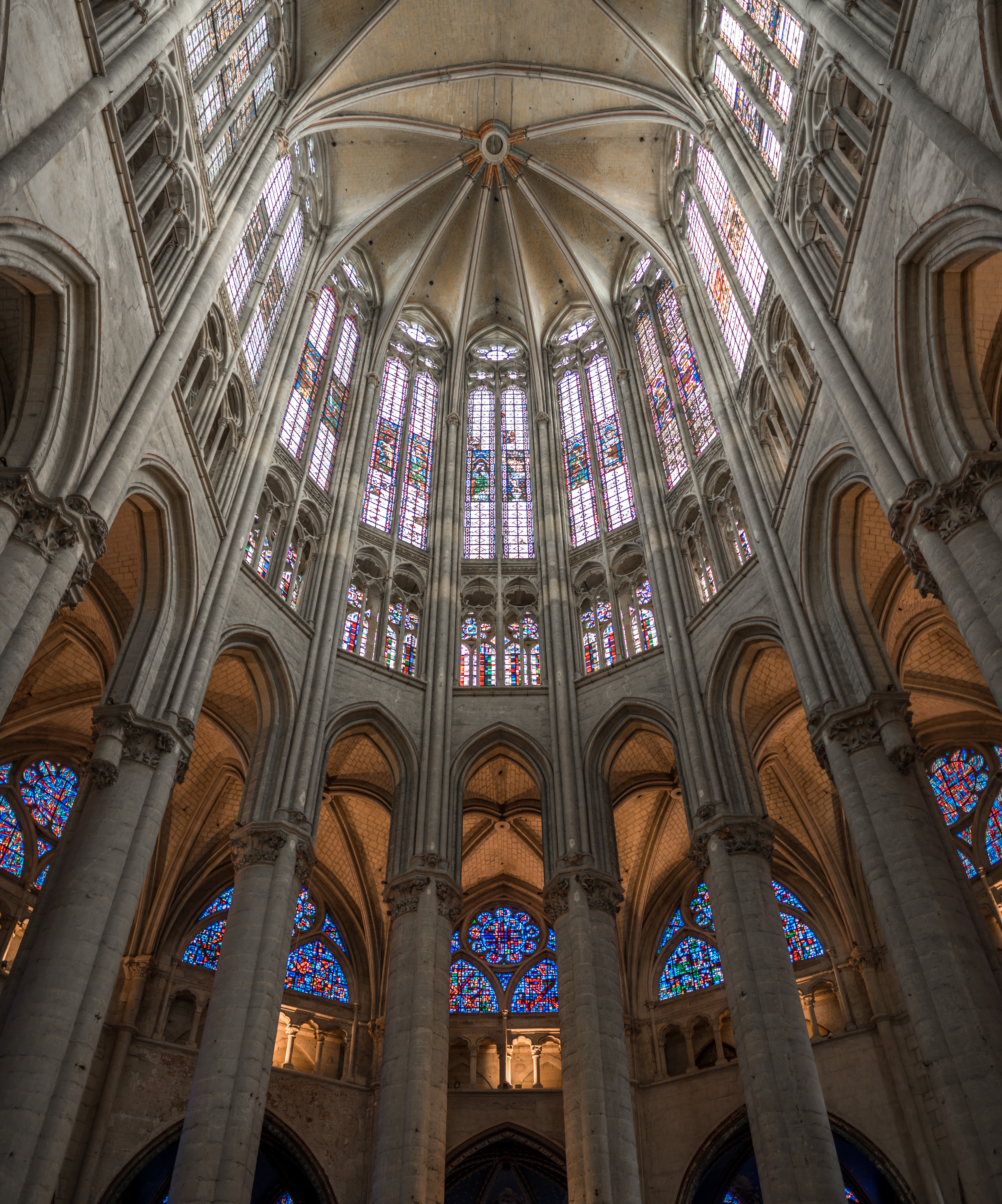
Vitraux du chœur et de l'abside.

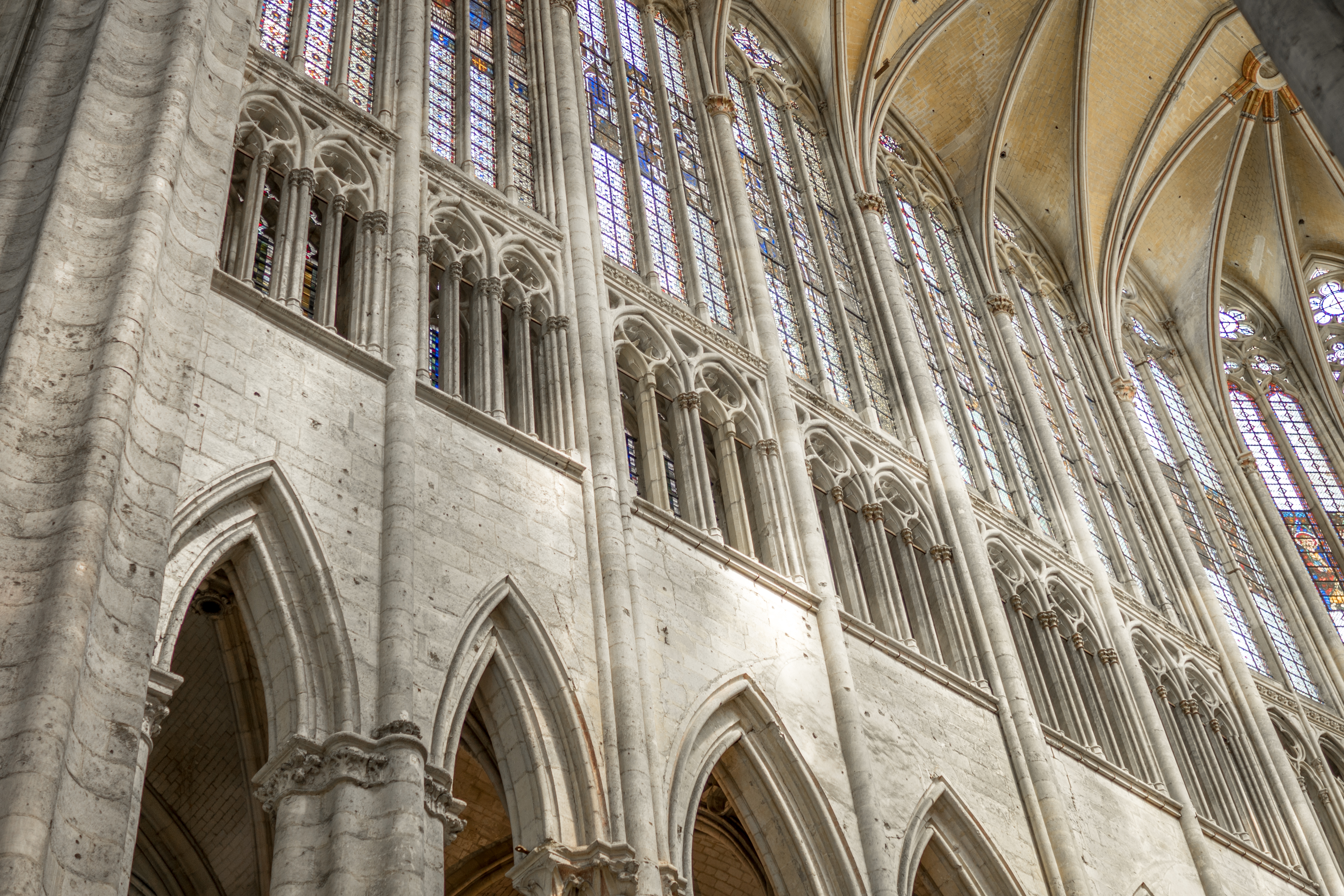
Piliers, verrières et voûtes du chœur de la cathédrale de Beauvais, vus du déambulatoire.

En 1225, après un énième incendie, le chœur de l'ancienne église cathédrale fut complètement détruit. L'évêque-comte Milon de Nanteuil (1217-1234) choisit alors d'entreprendre la construction d'un nouvel édifice un peu plus à l'est. Le chantier de la nouvelle cathédrale entraîna la destruction progressive de la partie est de l'ancienne église qui devint alors la Basse-Œuvre. Ce qui constitue aujourd'hui la Basse-Œuvre occupe l'emplacement initialement prévu pour la construction d'une nef gothique. Vers 1230, les travaux commencés du côté nord-ouest continuèrent du côté sud-ouest.
Sur des fondations parfois profondes de plus de dix mètres pour reposer sur de la roche dure, l'édifice s'éleva lentement. La pierre utilisée est la craie, extraite des carrières de Beauvais et Saint-Martin-le-Nœud. Vers 1240, la base du chœur et tout ce qui est au-dessous de la claire-voie était achevé. Les travaux se poursuivirent du nord au sud et d'ouest en est, sous l'épiscopat de Guillaume de Grez (1249-1267). La construction s'éleva sans doute un peu plus haut que ce qui était prévu à l'origine. Vers 1260, le chœur était achevé et on y célébra les offices. Le 3 octobre 1272, les vêpres étaient chantées dans le nouveau chœur. La cathédrale, très haute, dépasse la hauteur du plateau picard voisin et offre une forte prise au vent.

#### Effondrement de voûtes (1284)
C'est probablement une tempête qui a provoqué, un vendredi de novembre 1284 une catastrophe : une partie des voûtes s'effondre sur les travées droites du fait d'une faiblesse au niveau de la deuxième pile séparant les bas-côtés, provoquant la rupture de l'arc-boutant supérieur. L'abside, renforcée par sa structure en arc, n'a pas beaucoup souffert. La charpente est elle aussi restée en place, formant un pont entre l'abside et le côté ouest qui, plus large, était resté presque intact.
On décida de consolider l'ensemble en modifiant la structure des travées par un épaississement des murs. Le chœur fut alors fortement transformé. Par précaution, les travées furent recoupées par de nouveaux piliers intermédiaires, moins larges. On passa ainsi de trois à six travées pour la partie sud du chœur.
L'abside, qui avait déjà des travées étroites, ne fut pas modifiée. Les réparations furent longues et ne furent terminées qu'aux alentours de 1347. Vint alors la période sombre de la grande peste suivie de la guerre de Cent Ans, qui interrompit la poursuite de la construction. En 1472, les armées de Charles le Téméraire firent le siège de la ville. Beauvais est alors vaillamment défendue par Jeanne Hachette.

#### La reprise de la construction dans la première moitié duXVIesiècle
Il fallut attendre 150 ans après l'édification du chœur pour que les travaux reprennent dans le transept, sous l'impulsion du comte-évêque Louis de Villiers de L'Isle-Adam. En 1499, le maître-maçon Martin Chambiges se vit confier l'élévation du transept qui, après sa mort le 29 août 1532, fut achevée par son fils Pierre. Engagé sur plusieurs chantiers à la fois, Martin Chambiges fut secondé par Jean Vast, maître-maçon beauvaisien auquel succéda son fils lui aussi prénommé Jean. Avec la fin de la réalisation du transept en 1548, l'édifice donnait alors véritablement dans le gigantisme : 72,50 m de la chapelle axiale à la cloison qui ferme le transept, une largeur de transept de 58 m, une hauteur de voûte dans le chœur de 48,5 m, 4 m de plus que la cathédrale d'Amiens. Saint-Pierre de Beauvais possède ainsi la plus haute voûte gothique jamais construite. Tout comme la description de la cité céleste du livre de l'Apocalypse, la hauteur sous les voûtes est égale à sa largeur : 144 pieds royaux.

#### Construction et effondrement de la tour-lanterne dans la seconde moitié duXVIesiècle

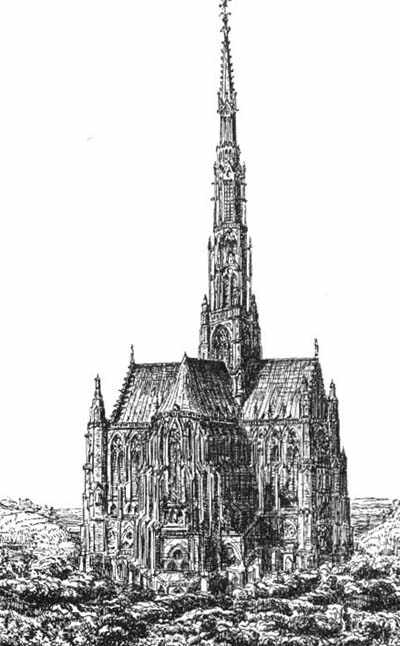
Cathédrale avec sa haute tour-lanterne (dessin du XVIe siècle).

En 1550, le chapitre de la cathédrale décida de faire construire une tour-lanterne et non pas la nef (sans doute pour que la cathédrale, comme ses voisines, se vît de loin…). Les travaux commencèrent en avril 1563 sous la direction de Jean Vast. Achevée en 1569, cette tour-lanterne fut surmontée d'une flèche en bois dont la croix sommitale culminait à 153 m au-dessus du sol, ce qui fit de Saint-Pierre de Beauvais l'édifice le plus haut de la chrétienté. Néanmoins, la fragilité de l'ensemble apparut à tous.
En effet la tour reposait au-dessus d'un gigantesque espace vide, uniquement sur les quatre piliers particulièrement légers de la croisée du transept, préexistants à la tour, qui constituaient déjà en eux-mêmes une construction hardie, et qui ne semblent pas avoir été prévus à l'origine pour supporter une tour de pierre aussi immense.
L’absence de la nef, surtout, priva le côté occidental du contrebutement nécessaire pour le soutien de ces piliers qui, comme à Amiens, sont conçus de manière à s’écarter légèrement de l'intérieur de la croisée en hauteur pour mieux buter contre les structures du chœur, du transept et de la nef (afin qu'ils ne fléchissent pas vers l'intérieur de la croisée qui est dépourvu de contrebutement).
Dès 1572, on retira la croix de fer qui surmontait la tour-lanterne car jugée trop pesante. Enfin, le 30 avril 1573 est un jour noir dans l'histoire de la cathédrale : alors que les fidèles sortent de la célébration de l'Ascension, la flèche et les trois étages du clocher s'effondrent,. Les coûts de la reconstruction des voûtes du transept furent tels qu'ils ne permirent pas de reconstruire la tour-lanterne et privèrent définitivement la cathédrale des fonds nécessaires à l'édification de la nef.

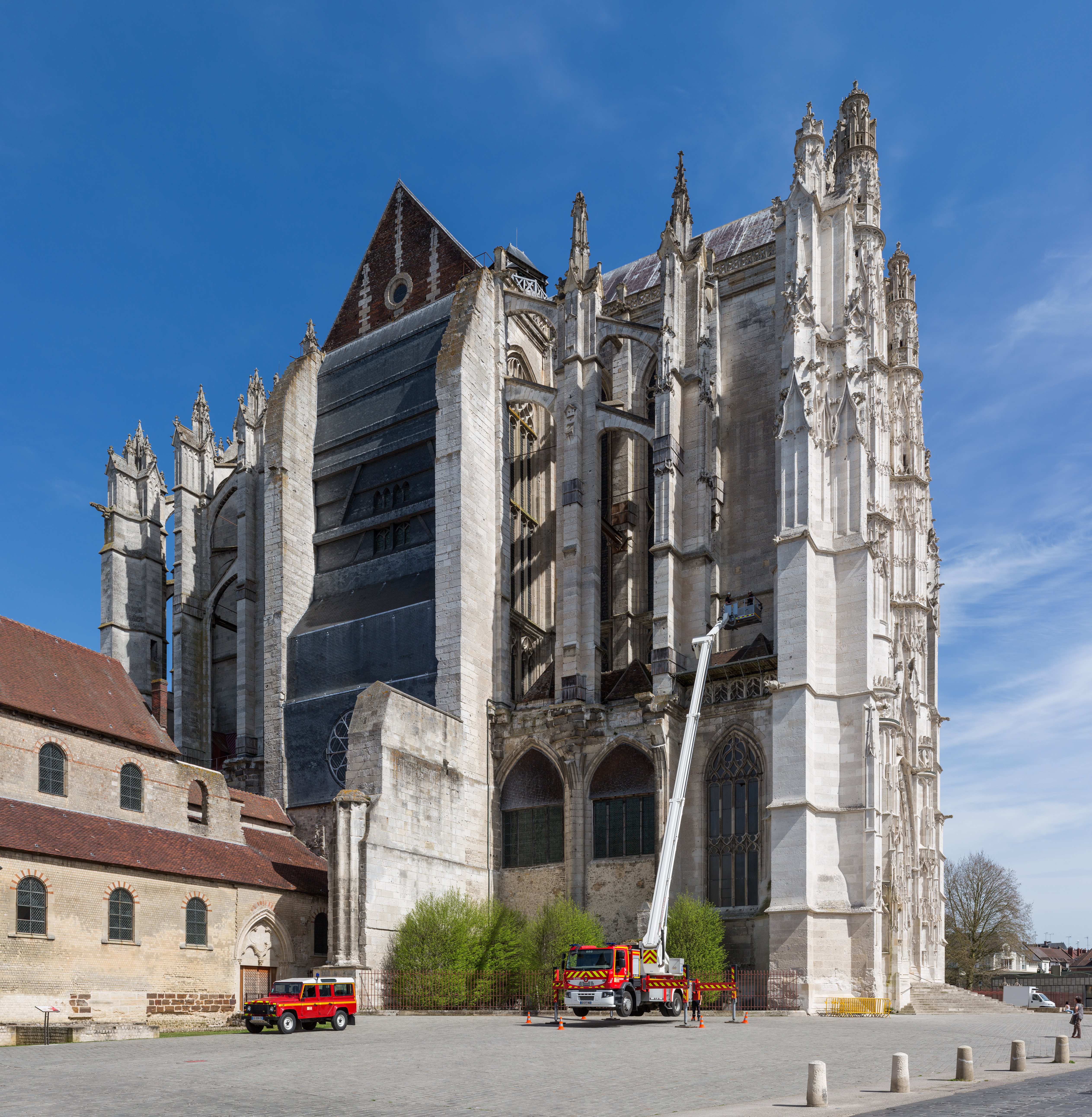
La façade ouest montrant l'absence de nef.

### Le mobilier desXVIIeetXVIIIesiècles
L'année 1604 vit les derniers travaux : le voûtement de la première travée de la nef et l'érection d'une cloison recouverte d'ardoise fermant l'église à l'ouest. Le chantier de la cathédrale Saint-Pierre s'arrêta définitivement. Aux XVIIe et XVIIIe siècles, on privilégia le décor intérieur : tableaux, maître-autel, chaire à prêcher, monument funéraire etc.
À l'instar de la cathédrale de Narbonne, à laquelle toutefois il manque aussi le transept, Saint-Pierre de Beauvais reste depuis inachevée. Elle apparaît, cependant, comme le dernier grand édifice représentatif de l'architecture gothique française à son apogée.

### Révolution française, une cathédrale déchue
Durant la Révolution, en octobre 1793, les sans-culottes détruisirent les statues du tympan du portail sud. L'édifice perdit également une partie de son mobilier et l'orfèvrerie partit à la fonte. Devenue pour un temps un temple dédié à la Raison, la cathédrale n'était plus, après la Terreur, qu'une simple église paroissiale.

### Les restaurations hasardeuses duXIXesiècle
En 1822, l'église Saint-Pierre de Beauvais redevint cathédrale et reconstitua peu à peu son patrimoine religieux dispersé dans le Beauvaisis. En 1840, elle figura sur la première liste des monuments historiques de 1840. En 1842, l'architecte Daniel Ramée proposa de rallonger la cathédrale de deux travées à l'ouest pour contrebuter l'église et d'édifier du côté méridional une tour en style néogothique. Ce projet fut approuvé par la Commission des arts et édifices religieux représentée par Prosper Mérimée, Eugène Viollet-le-Duc et Henri Labrouste. En réaction, Eugène Delacroix écrivit ironique, dans son journal, le 27 février 1850 (p. 491, tome 1) :

« J'ai appris là ce que l'univers ne croira pas : La cathédrale de Beauvais manque d'une aile qui n'a jamais été achevée ; la dite cathédrale est d'un gothique mêlé du XVIe siècle : on discute sérieusement si le morceau qui reste à faire sera refait dans le style du reste ou dans celui du XIIIe qui est le style favori des antiquaires en ce moment. De cette manière on apprendra à vivre à ces ignorants du XVIe siècle qui ont eu le malheur de ne pas être nés trois siècles plus tôt. »

Daniel Ramée finit par être renvoyé pour négligence des chantiers. Son projet n'eut pas de suite ce qui permit de sauver une partie de la cathédrale du Xe siècle vouée à une destruction certaine.
Alors qu'il était déjà architecte diocésain d'Amiens pour le palais épiscopal et le séminaire depuis 1850, l'architecte Aymar Verdier fut nommé pour poursuivre en parallèle les travaux de restauration intérieurs et extérieurs de la cathédrale de Beauvais, notamment concernant les arcs-boutants. En 1853, Viollet-le-Duc écrivit à son sujet sur le compte-rendu du personnel :

« M. Verdier habite Paris. C'est un jeune architecte habile, connaissant bien les édifices du Moyen Âge qu'il a étudiés avec soin. M. Verdier est très capable de diriger des travaux tels que ceux de restauration de la cathédrale de Beauvais. On devra demander à M. Verdier, toutefois, de mettre plus d'exactitude dans la tenue de sa comptabilité, il est nécessaire que cet artiste étudie cette partie si importante des travaux dont il n'a peut-être pas compris jusqu'à présent, toute la gravité. M. Verdier est, du reste, un jeune homme instruit, ayant reçu une excellente éducation et avec lequel les rapports sont faciles. Il n'est pas douteux que, lorsque l'administration aura adopté un mode uniforme et régulier de comptabilité, M. Verdier s'y conformera. Il lui manque un peu d'expérience de la partie matérielle des travaux. M. Verdier est bien secondé à Beauvais par son inspecteur actuel, M. Auxcousteau, qui a étudié et travaillé avec M. Isabelle à Paris et qui dirige dans le département de l'Oise des travaux importants. »

C'est à cette même époque, vers 1853, que les grilles de clôture en fer forgé des chapelles Sainte-Anne, Sainte-Marie et Saint-Joseph furent réalisées par le ferronnier d'art Pierre Boulanger, auteur des pentures de la porte latérale de l'église Saint-Étienne de Beauvais et du portail central de la cathédrale Notre-Dame de Paris. Mais l'équipe d'Aymar Verdier supprima la partie jugée la moins esthétique des tirants de fer qui enserraient l'édifice. Loin de s'imaginer que ces tirants participaient de l'ingéniosité médiévale, il parut plus esthétique d'en faire scier quelques-uns. Cette incompréhension persista tardivement puisqu'on en trouve encore un témoignage dans un ouvrage de l'abbé Jean-Jacques Bourassé, les plus belles cathédrales de France, paru chez Alfred Mame et fils en 1861 et réédité jusqu'en 1906. À propos de la cathédrale, l'abbé écrivait :

« Malheureusement, l'église de Beauvais porte toujours des traces des accidents qu'elle a soufferts. Des armatures en fer, visibles en beaucoup d'endroits, annoncent que la solidité n'est pas encore parfaite. »

L'auteur ne se rendait pas compte que l'armature en fer est partie intégrante de cette solidité. En 1873, l'administration des monuments historiques ainsi que les Édifices diocésains se plaignirent de ce qu'Aymar Verdier s'occupait très peu de ses affaires. Considérant qu'il ne pouvait pas être en mesure de suivre les travaux de la cathédrale et du nouveau palais épiscopal, on nomma l'architecte Joseph Auguste Émile Vaudremer, grand prix de Rome, pour lui succéder.

### Les dommages occasionnés par la Seconde Guerre mondiale
Si pendant la Première Guerre mondiale, la cathédrale de Beauvais ne subit aucun dommage, il n'en fut pas de même pendant la Seconde. En 1939, tous les vitraux représentant des scènes figurées furent démontés et mis à l'abri au château de Carrouges, dans l'Orne. Sage précaution car, lors du bombardement allemand du 6 juin 1940, six bombes tombèrent sur la cathédrale sans exploser. Cependant, la sacristie fut détruite, les vitraux restés en place volèrent en éclat de même que les vitres de l'horloge astronomique qui, endommagée, cessa de fonctionner.

### L'instabilité de l'édifice à la fin duXXesiècle
Dans les années 1960, les derniers tirants de fer jugés inesthétiques et inutiles furent retirés, provoquant des désordres. Quelque 20 ans plus tard, des fissures apparurent en s'amplifiant, posant la question de la fermeture de l'édifice au milieu des années 1990. Par mesure de précaution et pour que la cathédrale continue à vivre, on décida alors de consolider l'intérieur des bras du transept par huit poutres géantes installées à plus de quarante mètres de hauteur, tout en réalisant une vigoureuse armature de bois pour soutenir les élévations au niveau de l'entrée du déambulatoire nord.

### Les restaurations duXXIesiècle

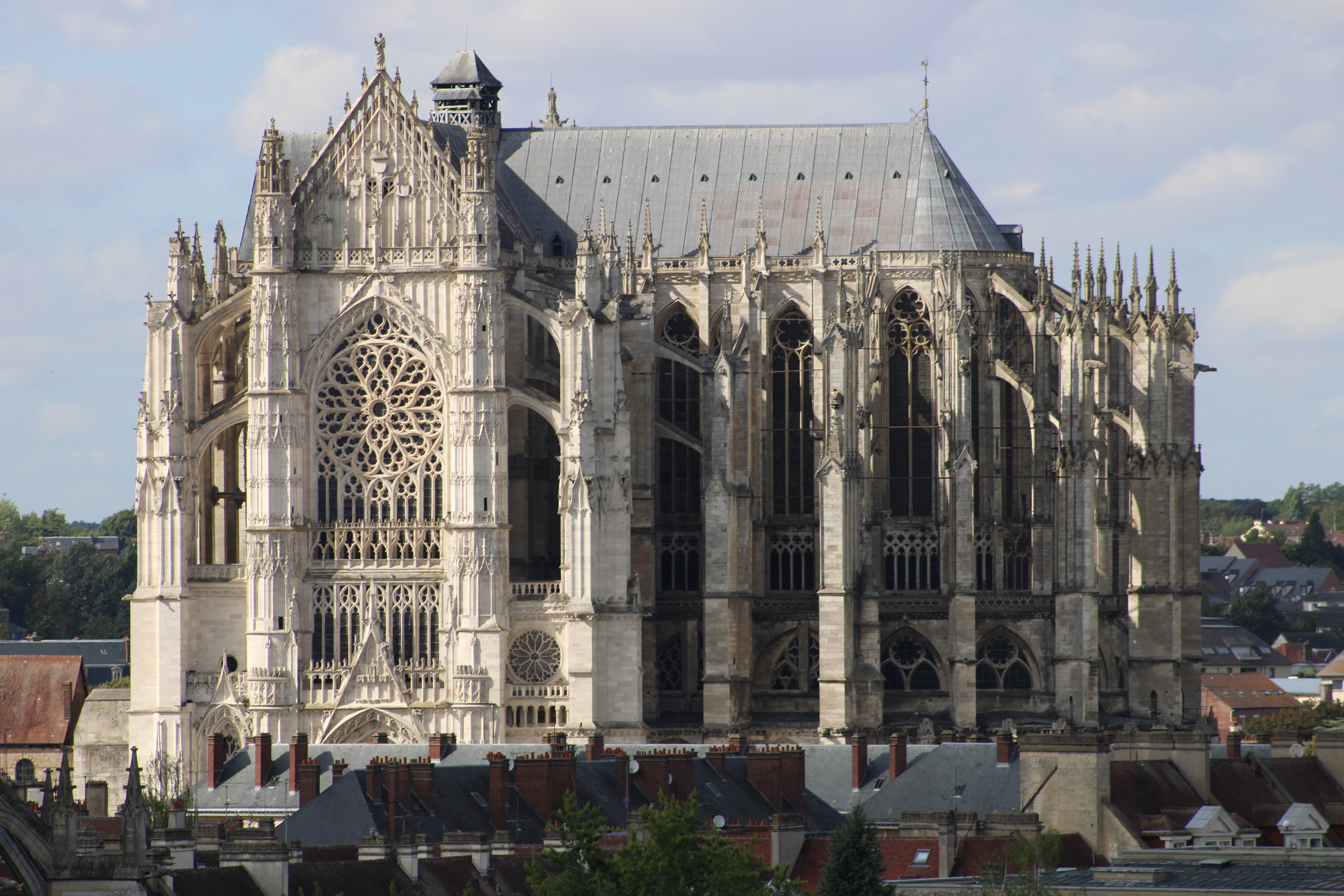
Vue latérale de la cathédrale.

Aujourd'hui, les tirants métalliques intérieurs et extérieurs, mis en place par les architectes du Moyen Âge et qui consolidaient l'édifice ont peu à peu été remis en place. Des échafaudages sont installés presque en continu autour de sa structure en fonction des nombreux travaux toujours en cours. Au début du XXIe siècle et bien qu'étroitement surveillée, la cathédrale reste un édifice fragile face aux vents et aux tempêtes. Pourtant, contrairement à une légende tenace, l'édifice est solidement ancré sur des fondations parfois profondes de plus de dix mètres pour reposer sur un sol stable composé de roches dures. Les mesures effectuées durant la décennie 2000 ont confirmé ces données, mais la très grande hauteur de la cathédrale et le fait qu'elle ne soit pas épaulée à l'ouest par une nef provoque une plus grande fragilité.
En 2006 des chutes de pierres détachées de l'édifice ont imposé des travaux urgents de « purge », tandis qu'en mars 2016 un grand échafaudage montant jusqu’à un peu plus de 50 m a été dressé au chevet de la cathédrale pour restaurer un pinacle dont le sommet était tombé.
En 2010, la restauration des 120 tonnes de lourdes plaques ou tables de plomb composant la couverture de l'édifice est entreprise. Ces plaques peuvent avoir été coulées ou laminées. Elles présentent des compositions légèrement différentes (ces variations pouvant traduire des origines de plomb différentes et/ou des fabrications faites à des époques différentes). Leur accrochage et disposition sur les voliges et chevrons avait été effectué par des moyens différents (recouvrement, soudures, fixation par crochets de fer étamé). L'étude dendrochronologique des bois sous-jacents laisse penser que les différences physico-chimiques du plomb observées à Beauvais reflètent des dates de pose et de restauration différentes. Il y a donc eu des réemplois de plomb, comme il y en a eu pour les crochets de fer récupérés sur place. Des plaques du versant nord ont été remployées sur le versant sud, peut être après la chute de la flèche en 1573). Cette réfection a été faite grâce à un échafaudage autonome, c'est-à-dire sans appui sur l'édifice en raison de sa fragilité. Les compagnons travaillent à soixante mètres de hauteur, sur ce chantier d'une durée de neuf ans.
En décembre 2014 la pose de capteurs dans le transept, première étape vers la dépose des étais, a permis dans un premier temps de mettre en place un système de contrôle de stabilité du bâtiment. Ce chantier, supervisé par la DRAC Picarde, a été réalisé à la demande d’Étienne Poncelet, architecte en chef des monuments historiques.
En 2022 débute une nouvelle phase de travaux, comprenant la restauration de la toiture puis la dépose des étais présents dans la cathédrale. Il est prévu que ces travaux s'achèvent en 2026.

## Plan et élévation
La cathédrale est érigée sur un plan en forme de croix latine, plan tronqué puisque seule la première travée de la nef a été construite. Elle est orientée liturgiquement d'ouest en est. Le plan d'Eugène Viollet-le-Duc (deuxième vignette ci-dessous) semble correspondre au projet initial des concepteurs de la cathédrale.
Le chevet de la cathédrale s'élève sur trois niveaux distincts. La poussée des voûtes et des murs est contenue par une série d'arcs-boutants qui s'appuient sur huit contreforts qui ceinturent les chapelles rayonnantes.

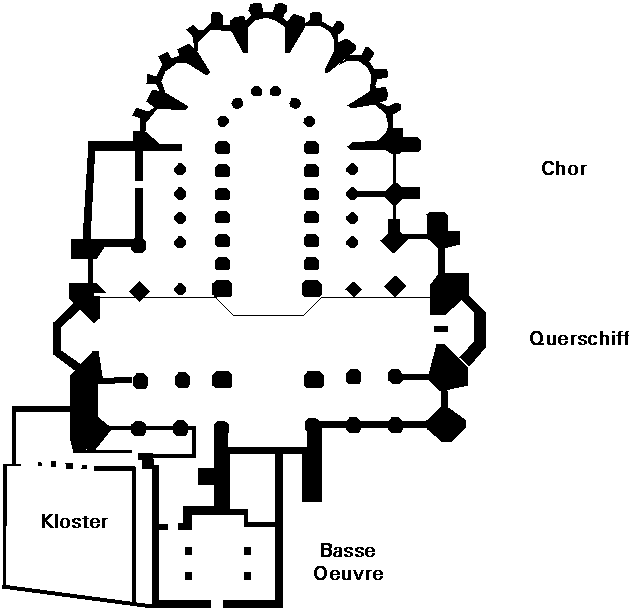
Plan de la cathédrale de Beauvais.
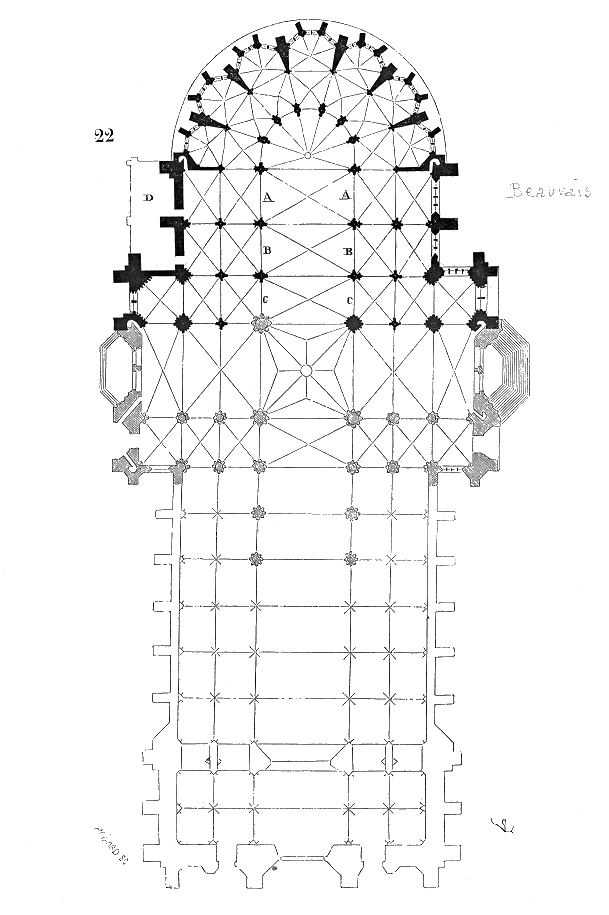
Plan de Viollet-le-Duc avec la nef non construite.
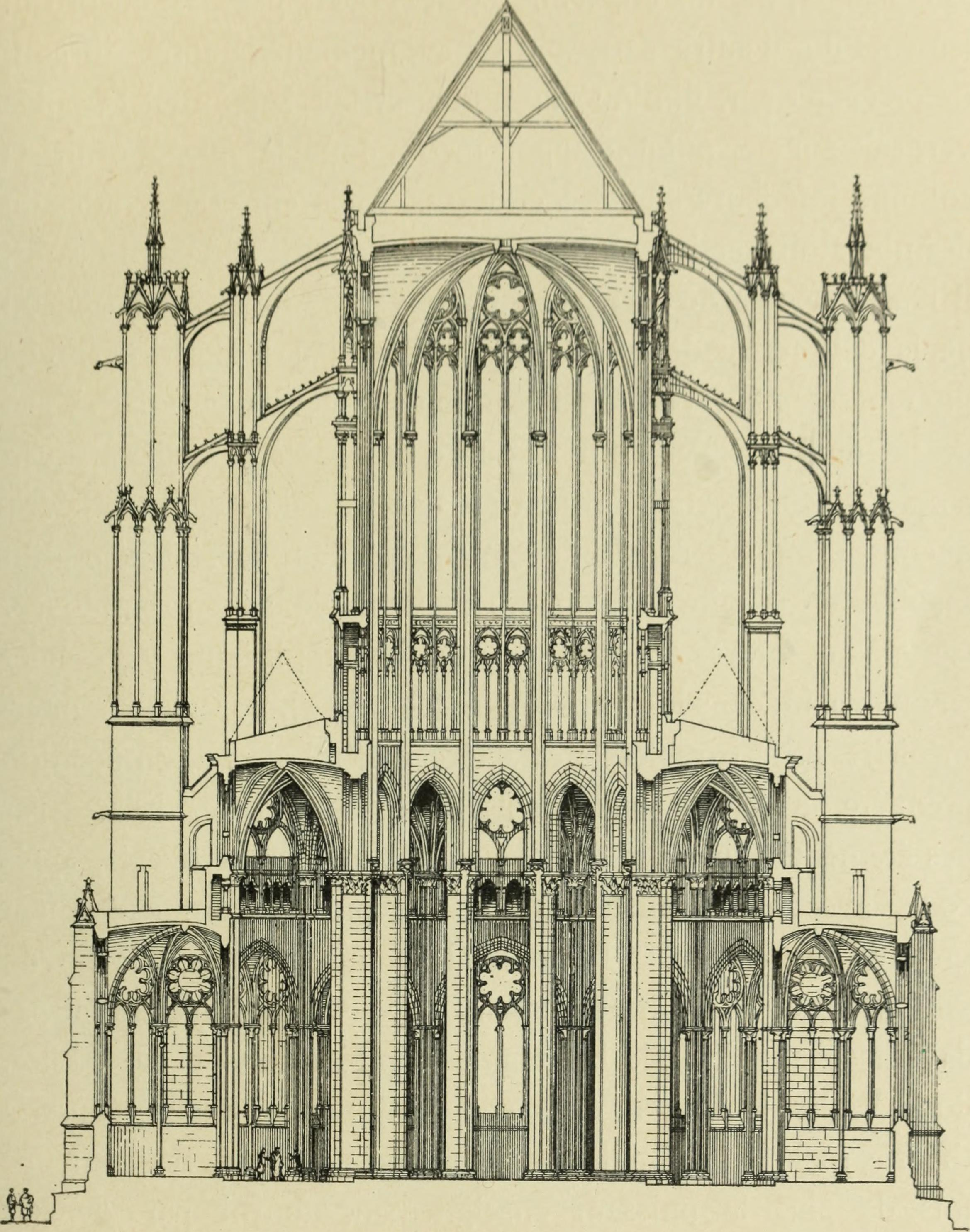
Coupe du chœur.
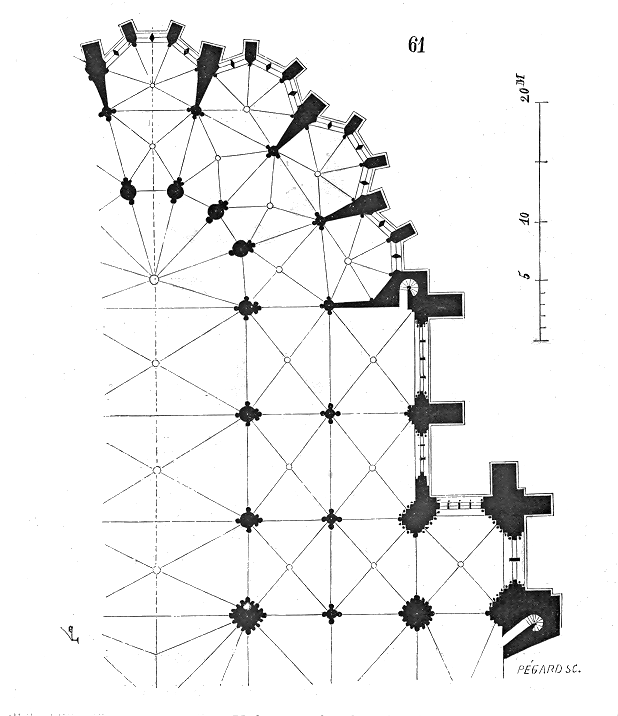
Plan du chœur de la cathédrale.
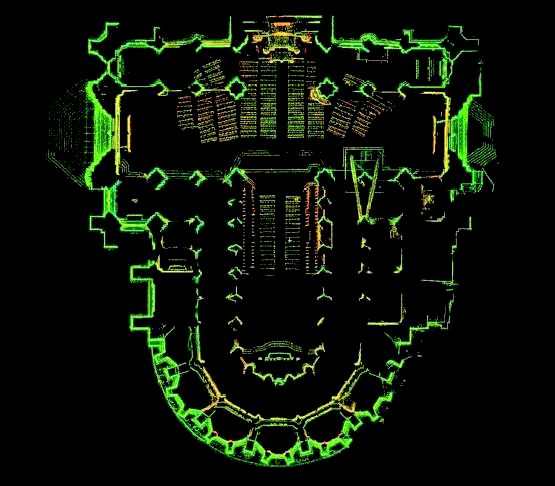
Plan de la cathédrale, tiré d'un relevé laser réalisé en 2007 par l'association CyArk.

## Dimensions
- La longueur totale (du chœur jusqu'à la façade ouest) est de 72,5 m (la cathédrale de Senlis mesure 76 m de longueur).
- À l'intérieur, le transept a une longueur (nord-sud) de 58,6 m (celui de la cathédrale d'Amiens a une longueur intérieure de 62 m).
- Par contre, la longueur extérieure du transept est inconnue (contre 70 m pour la cathédrale d'Amiens).
- La longueur du chœur est de 47 m (contre 64 m pour celui de la cathédrale d'Amiens, qui comprend une travée de plus, et dont la chapelle axiale est plus longue que les six autres).
- La hauteur extérieure de l'édifice est de 67,2 m (Les deux tours de Notre-Dame de Paris ont une hauteur de 69 m).
- Hauteur de la façade méridionale : 64,4 m.
- La hauteur sous le sommet des voûtes du chœur atteint 48,50 m, record mondial pour une cathédrale gothique (Amiens 42,3 m, Metz 41,41 m, Narbonne 41 m, Reims 38 m, Bourges et Chartres 37,5 m).
- Diamètre des deux rosaces (nord et sud) : 11 m (Notre-Dame de Paris : 13,1 m).
- Hauteur des trois niveaux d'élévation :
  - Grandes arcades : 21,2 m (Le Mans : 22 m),
  - Triforium : 4 m,
  - Fenêtres hautes : 17 m.
- Hauteur de l'ancienne tour de la croisée du transept : 151,6 m (comme la flèche centrale de la cathédrale de Rouen).
- Largeur du vaisseau central : 16 m (Chartres : 16,40 m).

## Matériaux de construction
La cathédrale est construite en pierre de taille, essentiellement de la craie blanche datant du Crétacé supérieur, et plus précisément ici de l'étage du Coniacien, datant d'environ 88 millions d'années. Cette craie provient des carrières du sud de la ville, près du village de Saint-Martin-le-Nœud. La craie est une roche calcaire tendre, poreuse, assez légère, avec une texture très fine, elle est très facile à travailler, à scier et à sculpter, mais c'est aussi une pierre fragile et ordinairement peu résistante à l'érosion, elle est généralement gélive. Ici les carriers ont su sélectionner les bancs de craie les plus consolidés pour y trouver des blocs de qualité suffisante pour la construction.

## Architecture extérieure
Commencée en 1225, la cathédrale de Beauvais fait partie de la seconde génération de l'âge d'or gothique. Les cathédrales de Chartres, Bourges, Paris, Rouen sont déjà debout.

### Problèmes structurels
Dans leur course à l'élévation de l'édifice, les constructeurs du XIIIe siècle poussèrent les techniques de l'époque à leurs limites. Bien que la structure de l'édifice fût très élevée, ils réduisirent l'épaisseur des culées des arcs-boutants équipés de tirants afin de faire pénétrer un maximum de lumière naturelle dans la cathédrale. Le 28 novembre 1284, douze ans seulement après son achèvement, une tempête exceptionnelle fit céder un des arcs-boutants sujet à la force des vents, ce qui entraîna l'effondrement d'une partie de la voûte du chœur, en même temps que quelques-uns des autres contreforts supérieurs. Il a depuis lors été démontré que cet effondrement résultait des vibrations causées par la mise en résonance des structures hautes par les vents violents.
Les tirants métalliques latéraux des contreforts supérieurs, visibles sur les clichés, n'ont pu être datés avec précision. La technique employée était disponible lors de la construction initiale mais ces renforts ne furent peut-être pas jugés indispensables avant l'effondrement de 1284, ou peut-être même plus tardivement. Dans les années 1960, ces tirants furent retirés. L'opinion de l'époque était qu'ils étaient à la fois inesthétiques et inutiles. Cependant, les oscillations dues au vent s'amplifièrent et une dissociation partielle du chœur et du transept apparut. Par conséquent, les tirants furent réinstallés mais cette fois en acier. Comme l'acier était moins souple que le fer des tirants originels, la structure devint plus rigide, causant peut-être de nouveaux désordres.
Bien que prévue à l'origine, la nef ne fut jamais construite. Son absence pour épauler la structure du transept et du chœur contribue à la faiblesse structurelle de l'édifice.
Avec le temps, d'autres problèmes de vieillissement firent surface, dont certains exigèrent des mesures d'urgence.

### Le chevet
Sa construction remonte pour l'essentiel au XIIIe siècle. Les contreforts sont très rapprochés du fait de la hauteur et de la fragilité de l'édifice, ils sont en outre reliés par des tirants métalliques pour solidariser l'ensemble.
Trois niveaux d'élévation peuvent être observés :
- le premier, au niveau des chapelles rayonnantes, laisse à peine voir le fenestrage inspiré du modèle rémois.
- le deuxième niveau, intermédiaire, se compose d'une série d'ouvertures en arc brisé de trois verrières chacune. Ce sont les vitraux qui ferment le déambulatoire, au-dessus des chapelles rayonnantes.
- le troisième niveau est la partie la plus élégante avec des verrières d'environ vingt-cinq mètres de hauteur renforcées par des culées intermédiaires construites en porte-à-faux sur les piles qui les soutiennent pour contenir plus efficacement les poussées de la voûte[21].

### Façade sud
La façade du croisillon sud du transept est décorée de la sculpture de style gothique flamboyant. De chaque côté, la façade est flanquée d'une tourelle octogonale arrondie à la base avec escalier intérieur. Les corniches sont décorées d'animaux fantastiques, de grotesques, d'anges sculptés. Le chiffre du roi François Ier avec un F surmonté de la couronne royale y est également sculpté.
Les vantaux en bois du portail sont décorés de sculptures œuvre de Jean Le Pot maître artisan beauvaisien. Pendant la Révolution française, des personnages sculptés ont été mutilés. Les sculptures du vantail gauche retrace la guérison par saint Pierre d'un infirme à la porte du Temple de Jérusalem. Le vantail de droite représente la conversion de saint Paul sur le chemin de Damas. Dans la partie supérieure une scène relatée par les Actes des apôtres, Paul pour échapper aux juifs de Damas venus l'arrêter est exfiltré par deux amis caché dans une corbeille le long des remparts de la ville. Les fleurs de lys sculptées sur la face intérieure des vantaux ont été tailladées à la Révolution française.

### Façade nord
L'édification de cette façade a pu pour partie être réalisée grâce à la générosité du roi François Ier, au début du XVIe siècle.
Les portes de la cathédrale du côté nord sont sculptées de l'emblème du roi François Ier, la salamandre surmontée de la couronne de France. Derrière les portes sud et nord étaient également sculptées des fleurs de lys, emblème de la monarchie française, qui ont été détruites lors de la Révolution de 1789.
Les vantaux sculptés sont attribués à Jean Le Pot ont été réalisés à partir de 1530. Sur la partie gauche on reconnaît les évangélistes, sur la partie droite, les docteurs de l'Église. Tous les personnages sont accompagnés de cinq Sibylles. Le style gothique finissant où pointe déjà le style renaissance se remarque par la présence de coquilles sous les dais des personnages.
Le tympan du portail est orné d'un arbre généalogique sculpté qui ne paraît pas avoir été mutilé. Aucun élément ne permet d'y voir un arbre de Jessé. Les rameaux du second niveau sont garnis de sept écussons qui ne comportent pas d'armoirie. Sur les rainures des voussures ont été sculptés des personnages et des animaux : diable torturant un damné, dragon, lion tournant le dos à un dragon, une tarasque menaçant un personnage et enfin la célèbre sculpture représentant l'homme à la brouette. Dans las partie hautes, on voit deux dragons tournés vers une femme, un bélier, d'autres dragons, une chimère, un griffon, un loup dévorant un agneau.
La rainure de la troisième voussure est décorée de feuilles de vigne, de grappes de raisin, une sorte de lézard apparaît dans le feuillage, une chimère encadre le décor.

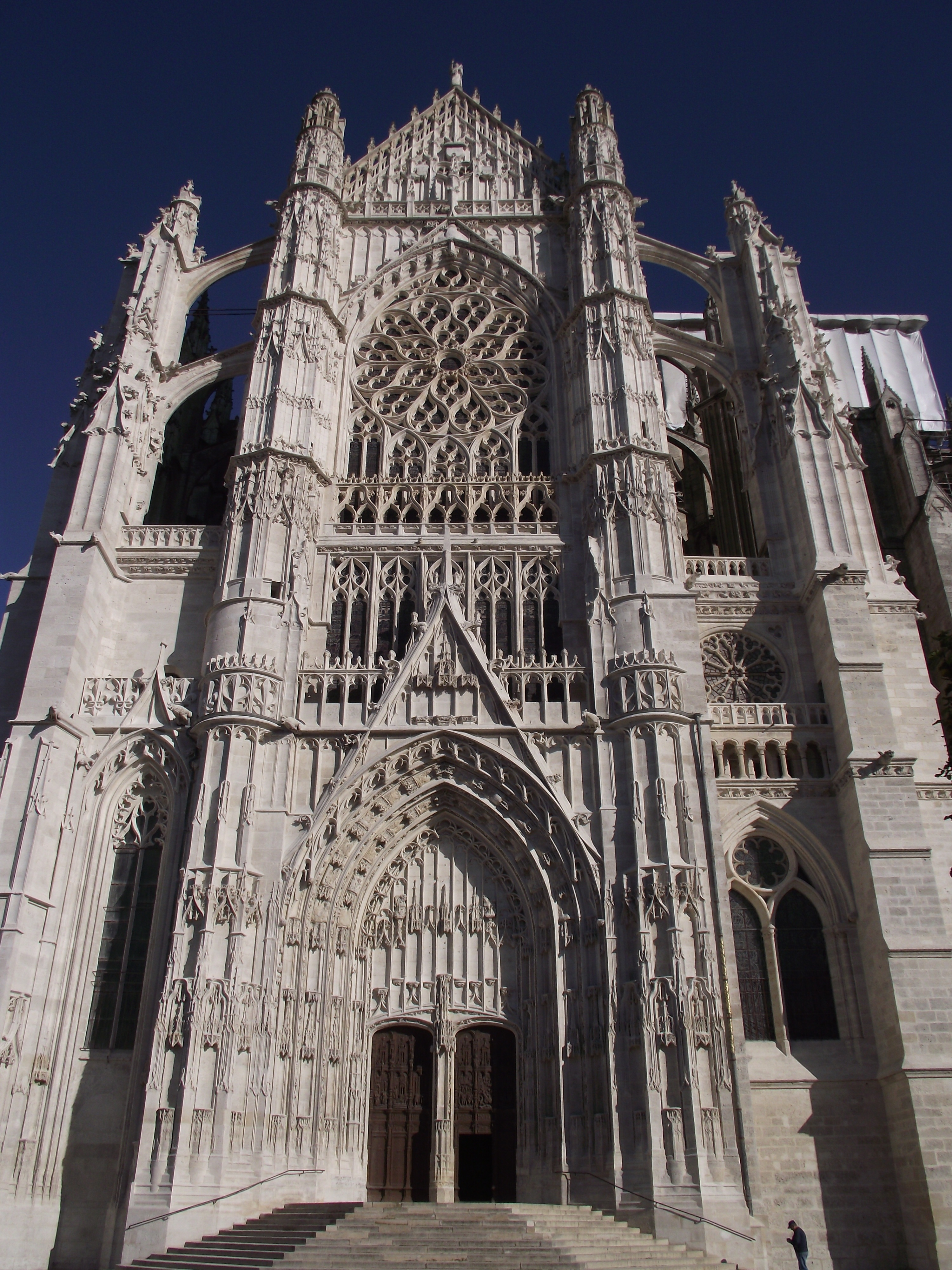
Façade sud du transept.
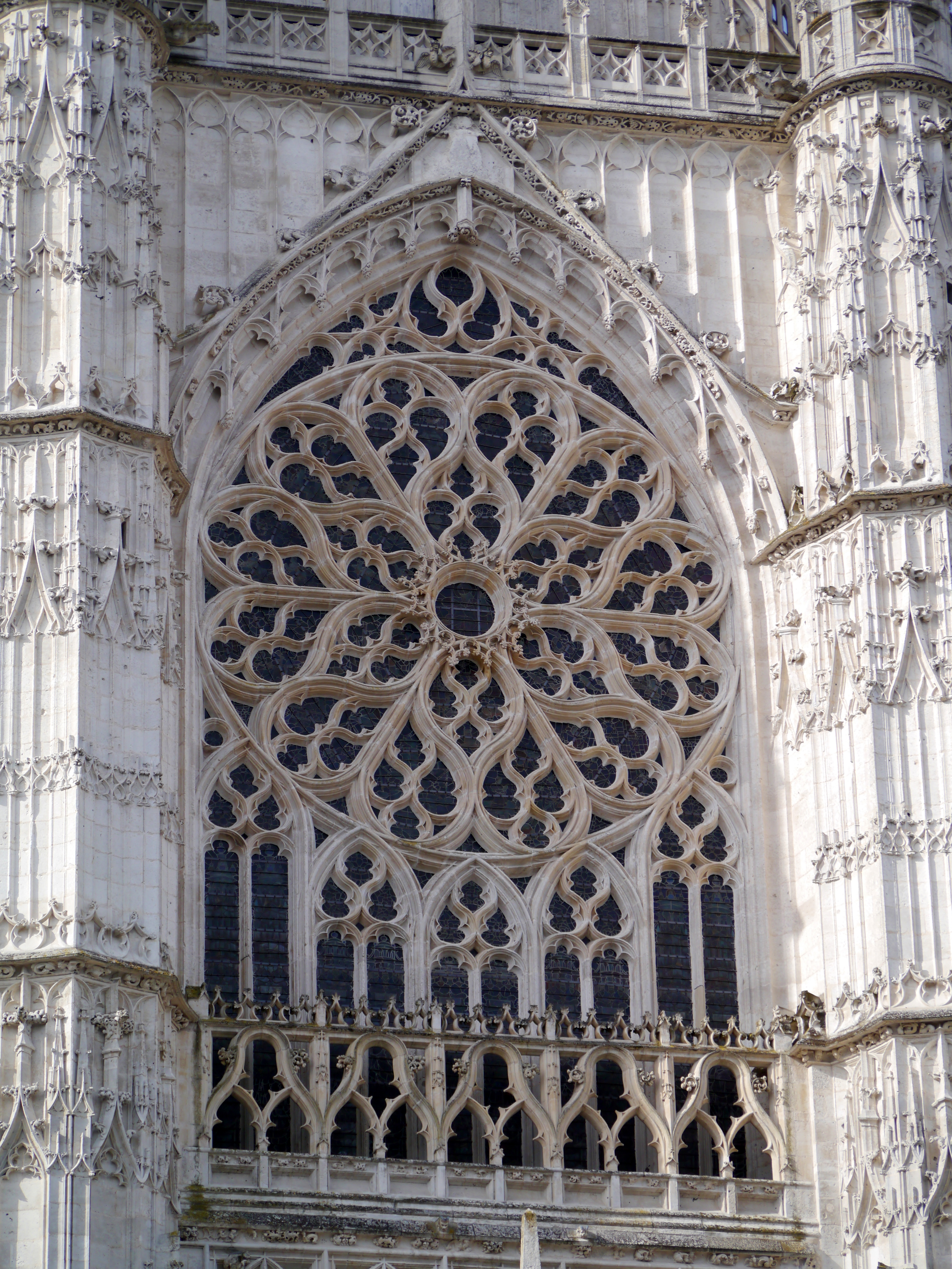
Rosace sud du transept.
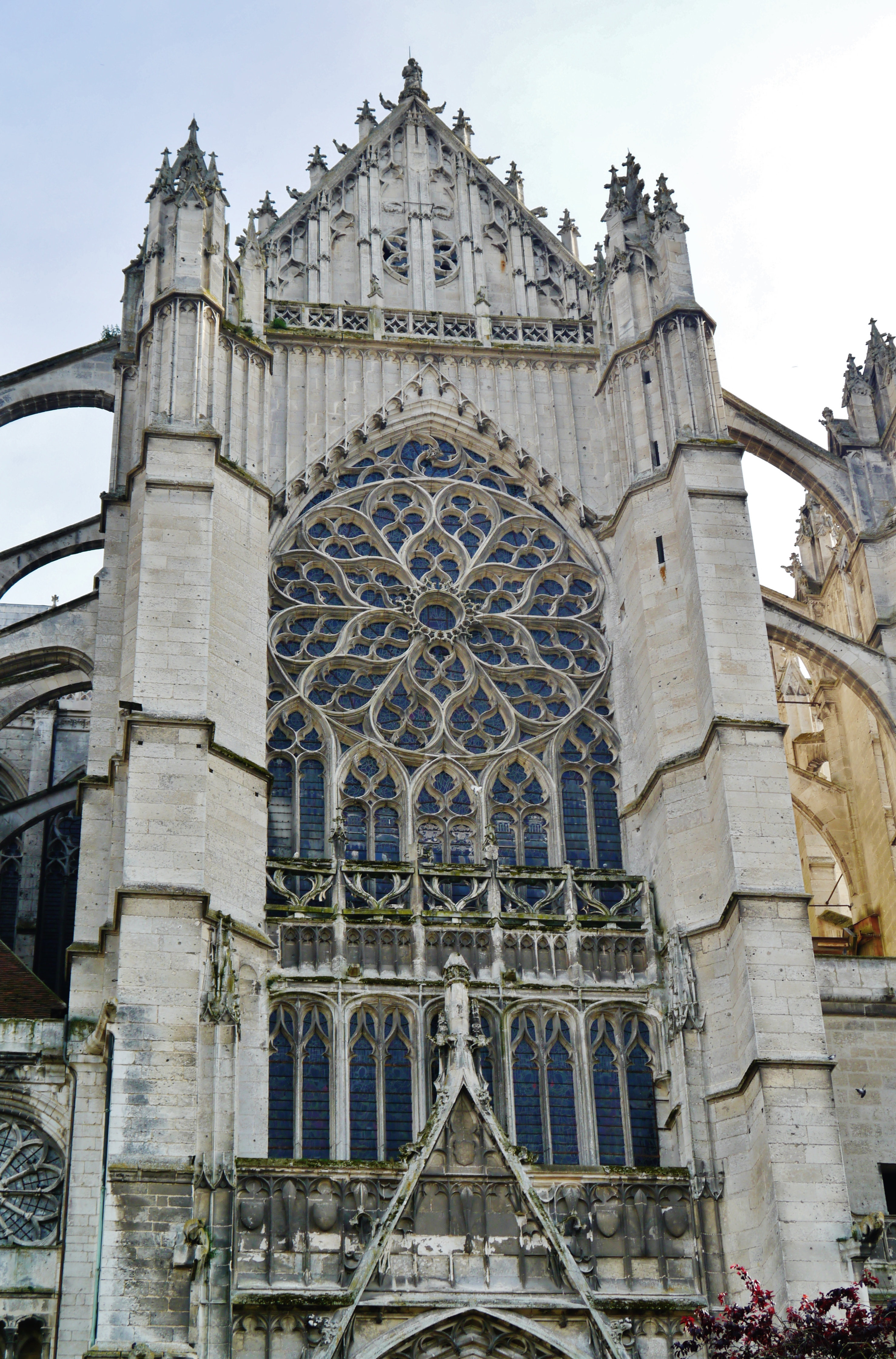
Façade nord du transept.
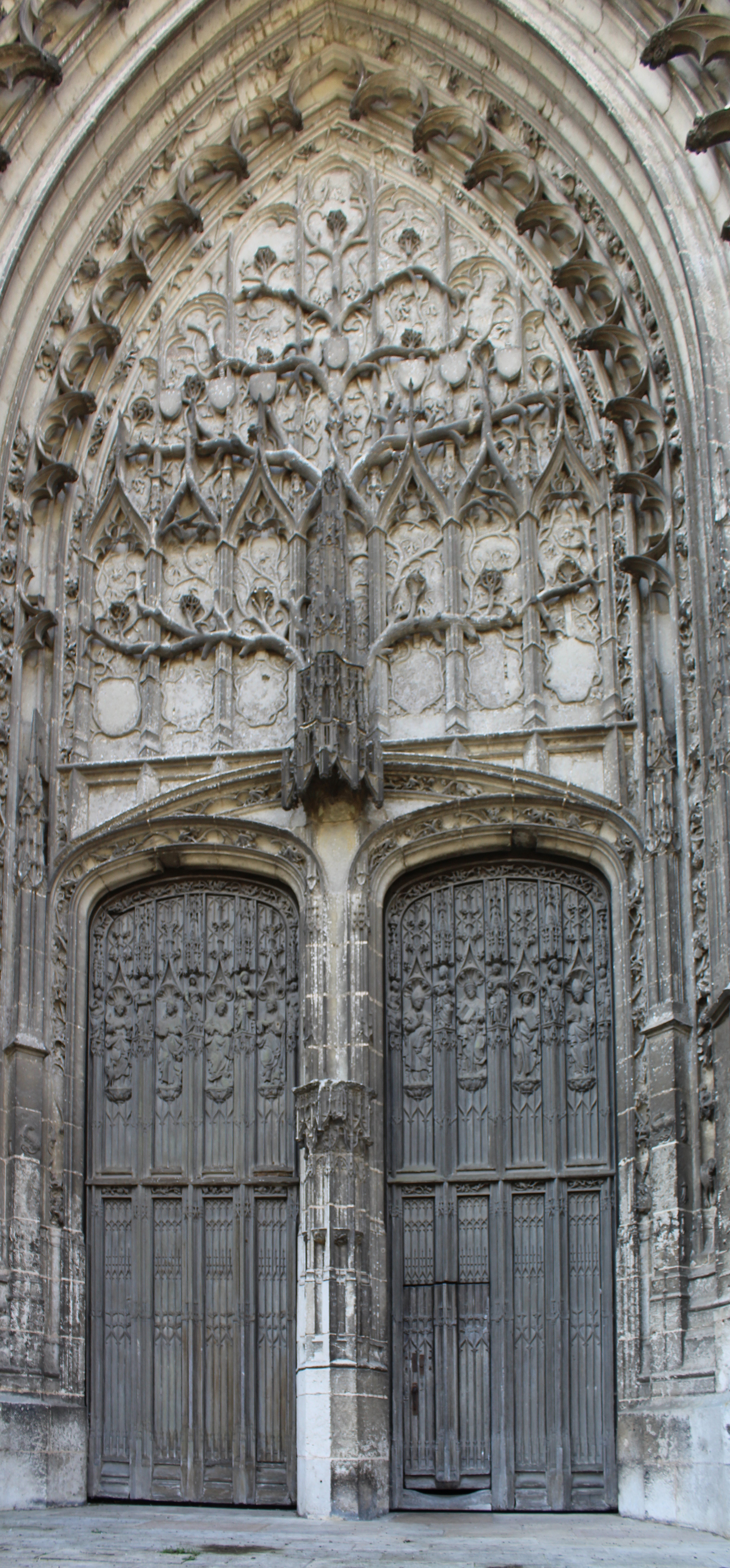
Portail nord du transept.
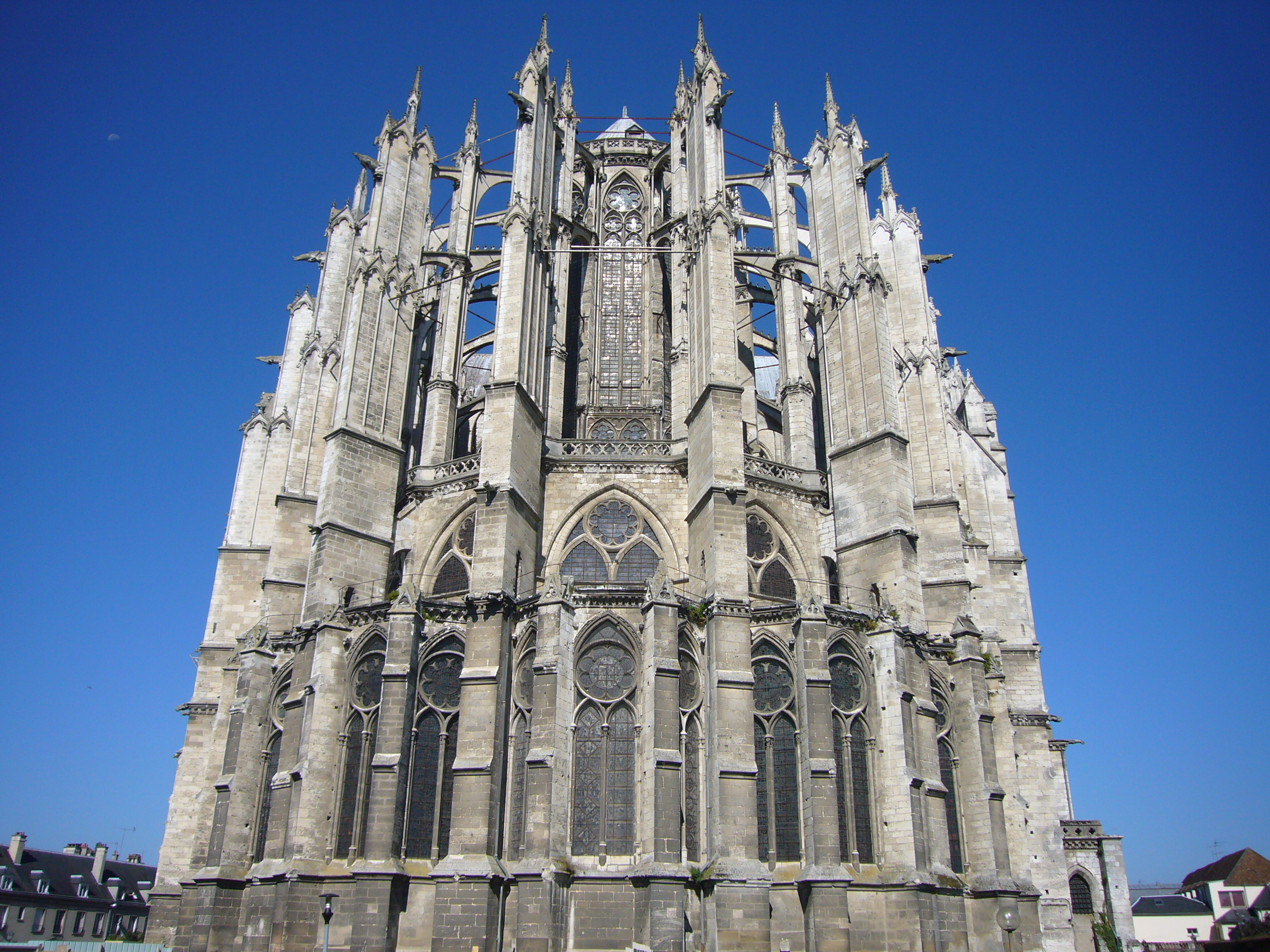
Le chevet.

## Architecture intérieure
La cathédrale gothique de Beauvais se compose d'un chœur avec déambulatoire, d'un transept à deux collatéraux et d'une seule travée pour la nef. Sur le déambulatoire s'ouvrent onze chapelles.

### Le chœur

#### Les modifications architecturales
Le chœur se compose de trois travées droites et d'un hémicycle de sept travées. Le déambulatoire communique avec quatre chapelles rectangulaires et sept chapelles rayonnantes. L'écroulement de la voûte en 1284 amena sa modification : les trois premières voûtes furent transformées en voûtes sexpartites grâce à un doubleau supplémentaire. Le chœur compte aujourd'hui 19 arcades au lieu de 13 à l'origine, trois piliers supplémentaires ont été construits de chaque côté. Le chœur est séparé du déambulatoire par des arcades en tiers-point surmonté d'une galerie ajourée. Les 19 fenêtres de 18 mètres de haut garnies de meneaux et de roses.
Les vitraux des hautes fenêtres du chœur sont du XIVe siècle excepté ceux des deux premières fenêtres à gauche et de la première fenêtre de droite de l'entrée du chœur qui ont été refaits au XVIe siècle après l'écroulement de la tour-lanterne.

#### Les grilles du chœur
Dans la cathédrale Saint-Pierre de Beauvais, Jérôme Beausire a donné quatre plans de grilles pour remplacer la clôture en pierre datant du XVIe siècle. Cet ensemble de ferronneries est dû aux ferronniers Antoine Pichet, Benoît et Gabriel Parent, de Paris, et composé de deux grandes portes et des ferronneries des deux travées du sanctuaire. Il a été posé le 26 août 1739.

### Les chapelles du déambulatoire
- Chapelle Sainte-Cécile ou chapelle des fonts baptismaux avec ses peintures sur le murales du XIVe siècle représentant l'entrée à Beauvais du légat du pape (les figures de la partie haute seraient plutôt du XVe siècle). Vitrail La Fontaine de Vie de Claude Courageux (1981).
- Chapelle Sainte-Angadrême aménagée au XIXe siècle, avec la statue de la sainte, au-dessus de l'autel, un tableau représentant le siège de Beauvais, dans la partie haute du tableau a été représenté l'accueil de sainte Angadrême au paradis par le Christ, La scène principale représente Jeanne Hachette exhortant les Beauvaisiens à résister aux assauts des troupes de Charles le Téméraire en 1472. Derrière elle, des habitantes de la ville transportent la châsse de sainte Angadrême. Un tableau du XVIIIe siècle représentant Jésus chez Marthe et Marie.
- Chapelle Saint-Léonard ou Saint-Vincent-de-Paul
- Chapelle Saint-Denis
- Chapelle Saint-Vincent ou Notre-Dame-de-Lourdes avec ses vitraux des XIIIe et XIVe siècles. Les deux verrières latérales offertes par Raoul de Senlis datent des années 1290. Le retable de la Passion (XVIe siècle) attribuée au sculpteur Nicolas Le Prince au peintre Nicolas Nitart.
- Chapelle Saint-Joseph et ses vitraux de Barillet.
- Chapelle Notre-Dame avec des vitraux du XIIIe siècle.
- Chapelle Sainte-Anne ou Saint-Jean-l'Évangéliste et ses vitraux modernes de Le Chavallier.
- Chapelle Saint-Lucien ou Saint-Sébastien avec une statue du saint et des vitraux modernes de Barillet.
- Chapelle Sainte-Madeleine ou Sainte-Jeanne-d'Arc avec le monument en marbre, un retable d'autel, en bois sculpté du XVIIIe siècle.
- Chapelle du Saint-Sacrement où se trouve l'horloge astronomique.

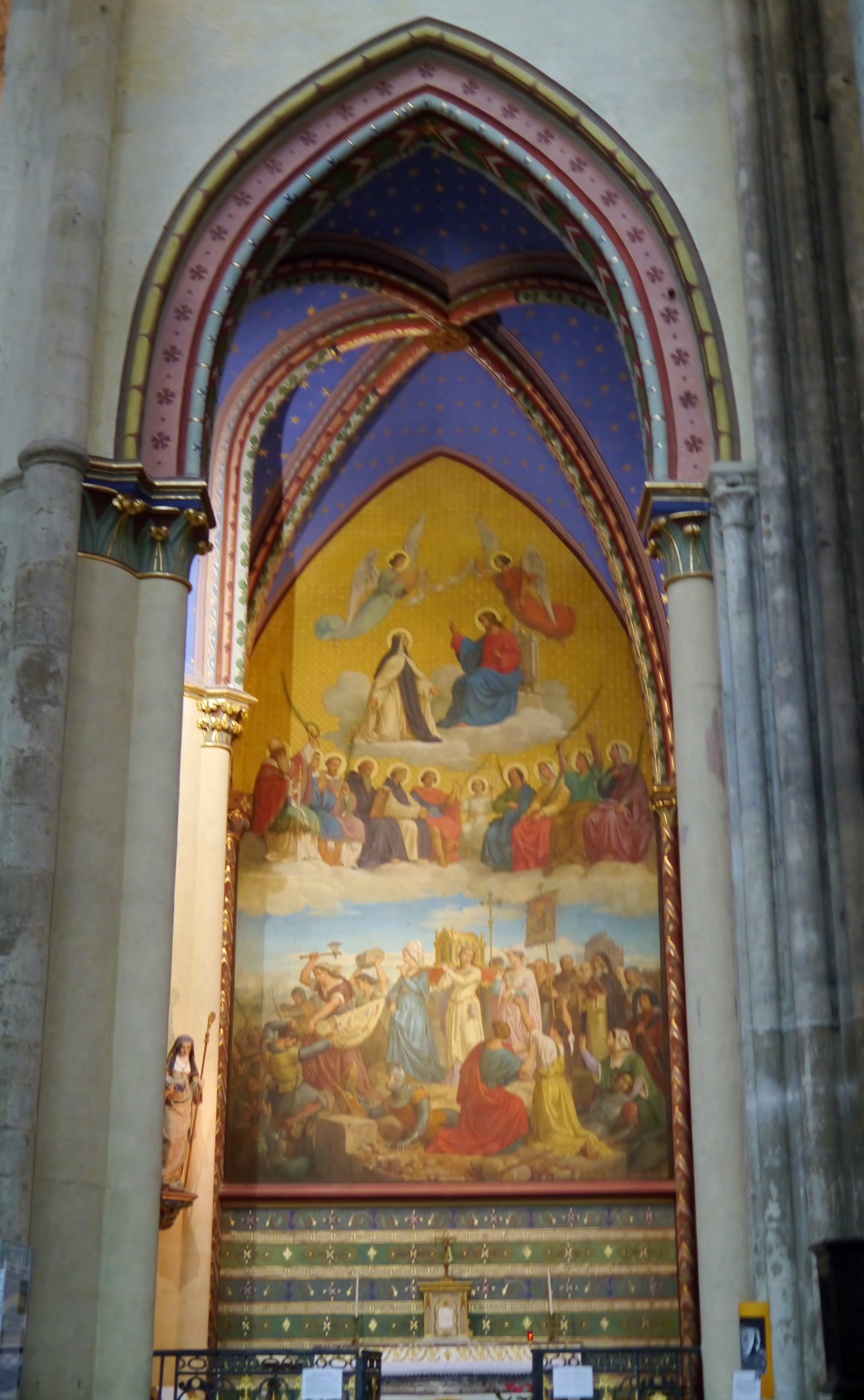
Chapelle Sainte-Angadrême.
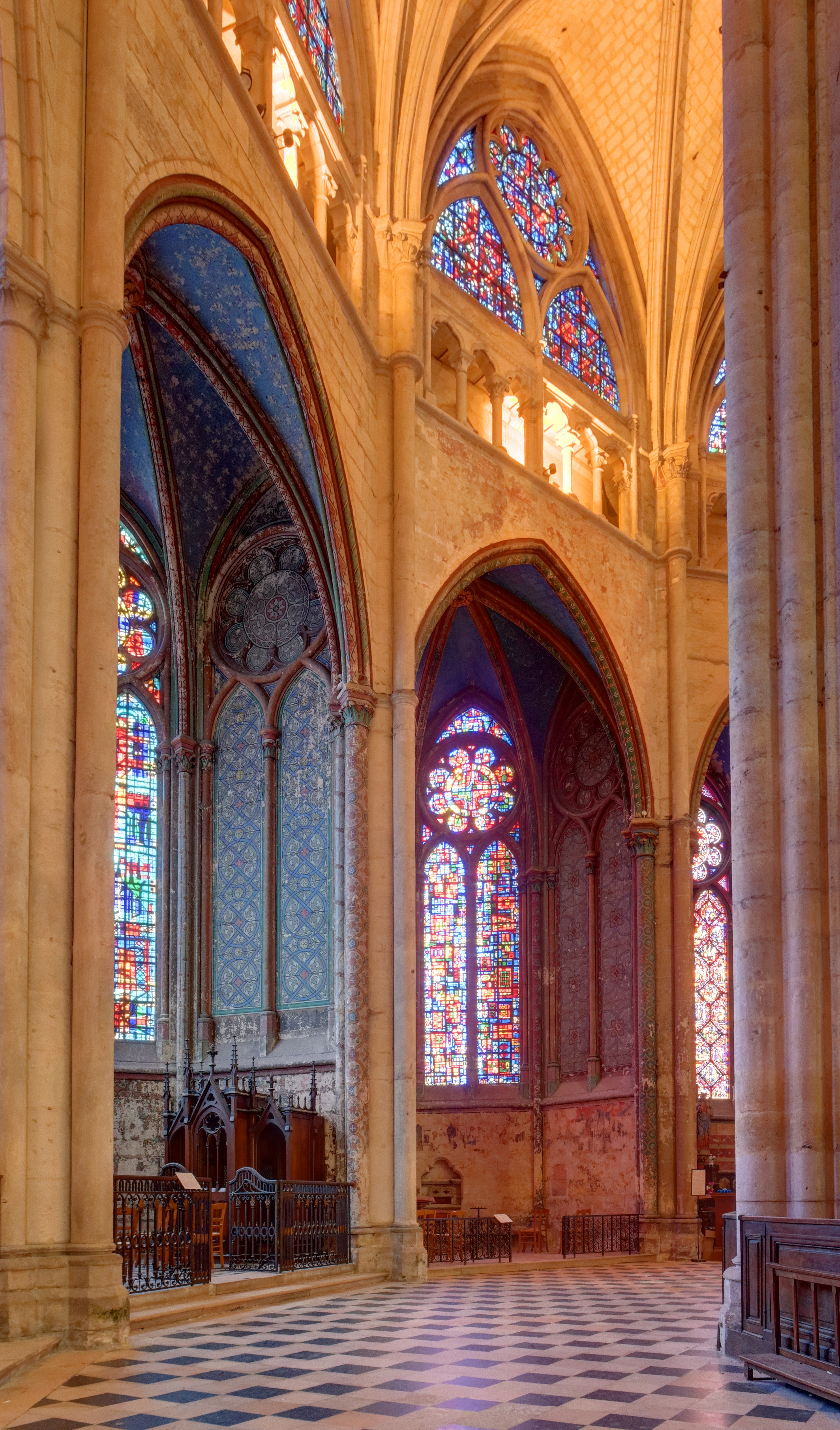
Déambulatoire.
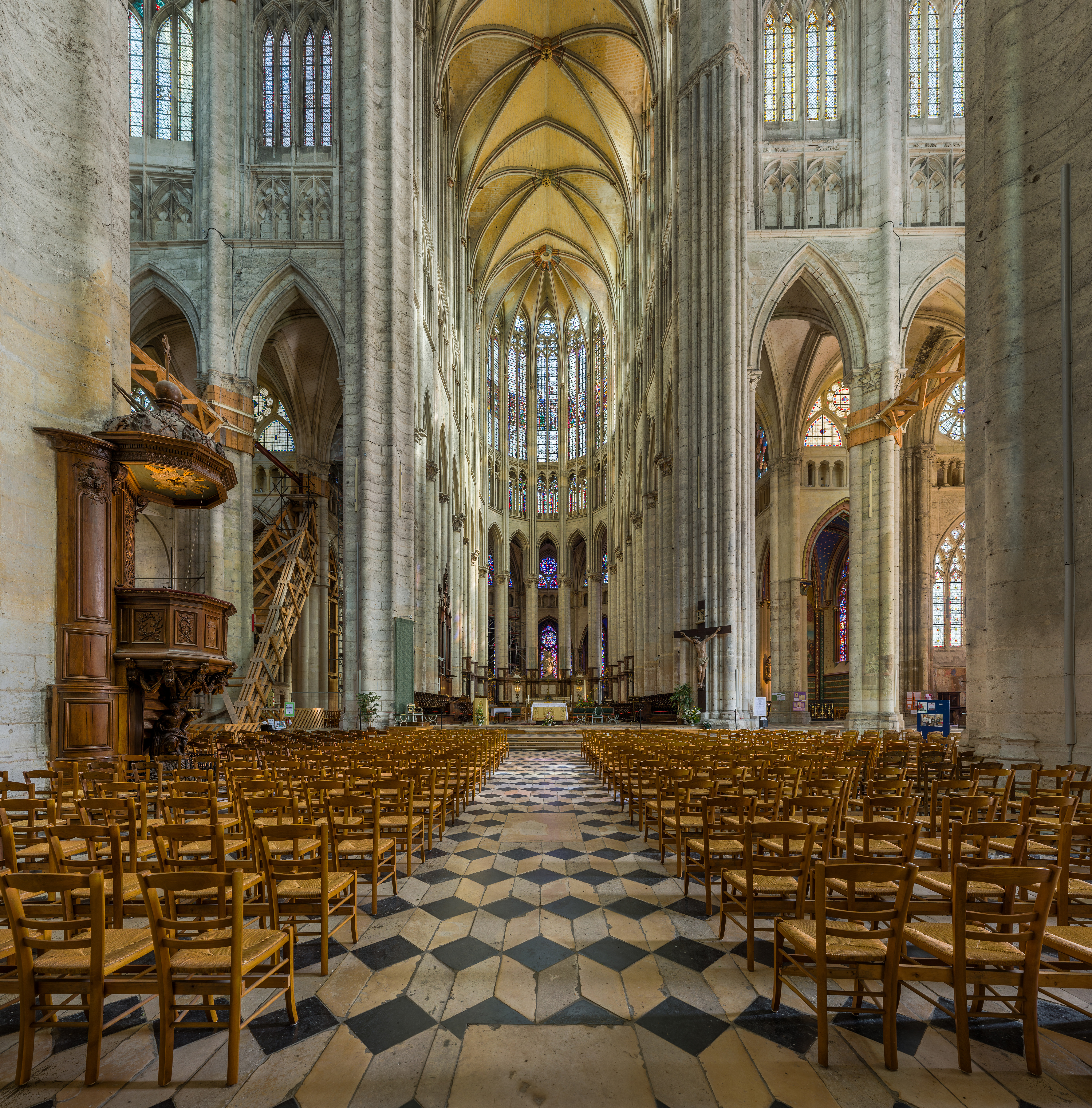
Vue du chœur et du transept.
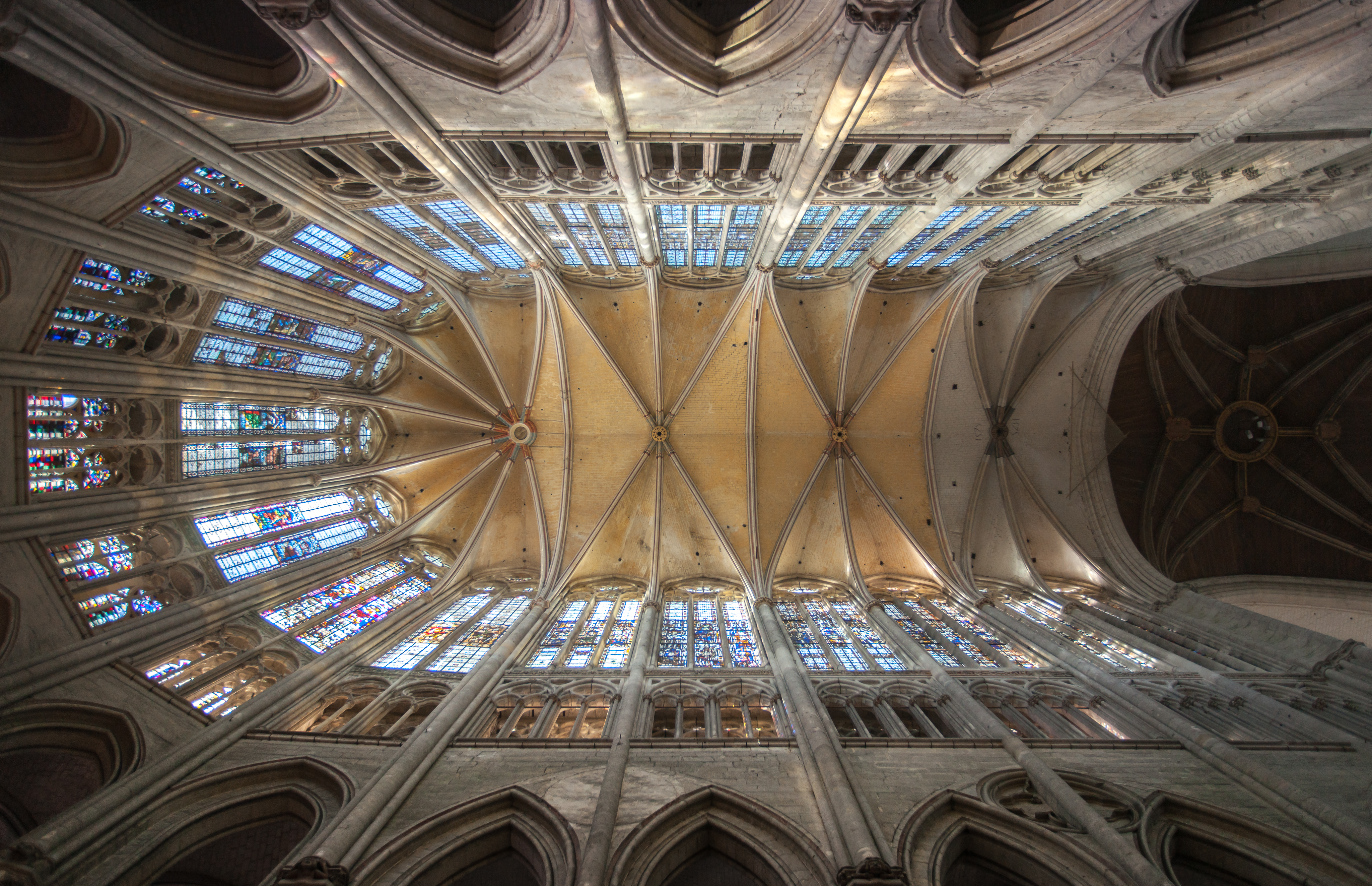
Voûtes du chœur.
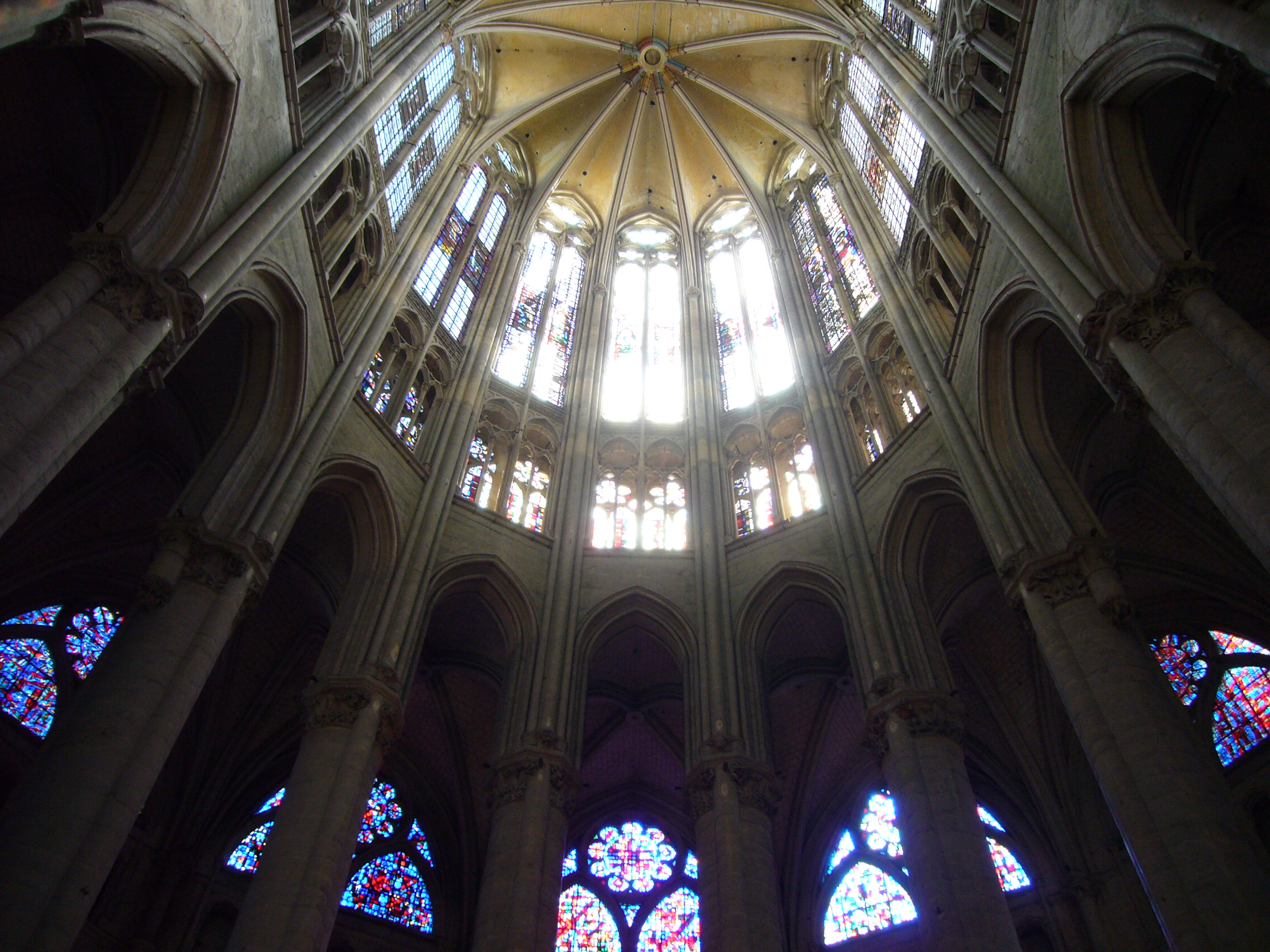
La voûte du chœur.

### Le transept
Le transept se compose d'une croisée centrale carré et de deux bras au nord et au sud couvert de voûte d'ogives sur lesquelles ont été inscrites plusieurs dates : 1537, 1550, 1578. Les murs des façades sont percés d'une rose de style gothique flamboyant d'un diamètre de onze mètres et en dessous d'une arcade vitrée.
Les verrières du croisillon nord sont garnies de vitraux du XVIe siècle œuvres de Nicolas Le Prince ou de Jean Lepot.

### Les chapelles du transept
- Chapelle Sainte-Barbe ou du Sacré-Cœur conserve un autel avec retable et deux paires d'appliques en bronze ciselé de style Louis XV, provenant de l'ancienne église Saint-Laurent. Vitraux du XVIe siècle.

- Chapelle Saint-Pierre-et-Saint-Paul ou des Morts, avec son autel orné de quatre colonnes en marbre noir provenant de l'ancien jubé démoli au XVIIIe siècle. Tableau représentant la Descente de croix.

## Vitraux
La cathédrale de Beauvais conserve un ensemble remarquable de vitraux anciens des XIIIe, XIVe et XVIe siècles. Ils ont été complétés par ceux de Max Ingrand, Michel Durand, Jacques Le Chevallier, Jean Barillet... dans la seconde moitié du XXe siècle.

### Vitraux duXIIIesiècle
La plus ancienne verrière, dans la chapelle axiale Notre-Dame, date de 1240. Elle représente un arbre de Jessé et une histoire de la légende de Théophile comme à l'église Saint-Pierre de Saint-Julien-du-Sault.
Les grandes verrières du chœur présentent de beaux vitraux à dominante bleue et rouge dits de « Pleine couleur » datant du XIIIe siècle.

### Vitraux duXIVesiècle
Les « vitraux en litre » du XIVe siècle montrent que le chlorure et sulfure d’argent introduits dans la technique ont permis d’illuminer cheveux, nimbes et ornements divers. Mais les conditions difficiles de ce siècle (guerres, pestes, famines) ont débouché sur une simplification de la composition et dans la décoration avec une place plus grande accordée aux éléments d’architecture et aux tissus damassés.
De cette époque dans les fenêtres hautes, se situe dans la baie centrale, le Christ en Croix accompagné de la Vierge, sur la fenêtre de gauche, Saint-Pierre et Saint-André et celle de droite, Saint-Jean et Saint-Paul.

### Vitraux duXVIesiècle
Pendant la Renaissance, dès 1491, l’une des plus grandes dynasties du vitrail français, la famille beauvaisienne des Leprince reprend le chantier et orne les deux façades du transept de roses, tandis que leur chef de file, Engrand Leprince, réalisa une grande verrière. Son talent est unanimement reconnu : Lucien Magne dit de lui dans L’Œuvre des peintres verriers français en 1885 : 

« Je reconnaîtrais partout un vitrail d’Engrand Leprince à la liberté du dessin, à l’indication large des modelés, aux touches légères de jaune d’argent qui brillent comme l’or dans la lumière des étoffes blanches, aux oppositions justes des tons les plus éclatants. »

 On doit également à Engrand Leprince quelques-uns des remarquables vitraux de l'église Saint-Étienne où il fut d’ailleurs inhumé.
Trois générations de peintres verriers Leprince se succédèrent ainsi tout au long du XVIe siècle : Lorin en 1491, puis Jean (1496-1538) & Engrand (1522 à 1531), et enfin Nicolas (1527-1551) et Pierre Le Prince (1530-1561).

### Vitraux de la seconde moitié duXXesiècle
Après la Seconde Guerre mondiale, plusieurs artistes contemporains furent appelés à développer leur art dans les verrières détruites du déambulatoire tout en incorporant des portions anciennes sauvegardées. On peut citer les compositions suivantes :
- vitraux de Jean Barillet dans les chapelles Saint-Lucien, Saint-Joseph et Saint-Denis ;
- vitraux de Jacques Le Chevallier dans la chapelle Sainte-Anne représentant la vie de sainte Anne (1954) ;
- vitraux de Max Ingrand, dans le transept nord, rosace représentant le Jugement dernier et lancettes représentant les Vierges sages et les vierges folles (1958) ;
- vitraux de Michel Durand dans la chapelle Sainte-Jeanne-d'Arc (1972) ;
- vitraux d'Anne Le Chevallier, dans la chapelle Sainte-Angadrême représentant la vie de la sainte et épisodes de la vie de saint Nicolas (1976) ;
- vitrail de « La Fontaine de vie » par Claude Courageux de la chapelle Sainte-Cécile (chapelle des fonts baptismaux) en 1981 ;
- vitrail de Jeanette Weiss-Gruber, dans la chapelle Saint-Léonard[13] (1986), incluant deux fragments du XIVe siècle représentant des chanoines donateurs[Note 4] ;
- vitraux de Sylvie Gaudin, des baies du triforium et du bas-côté nord (1986-1990)[26].

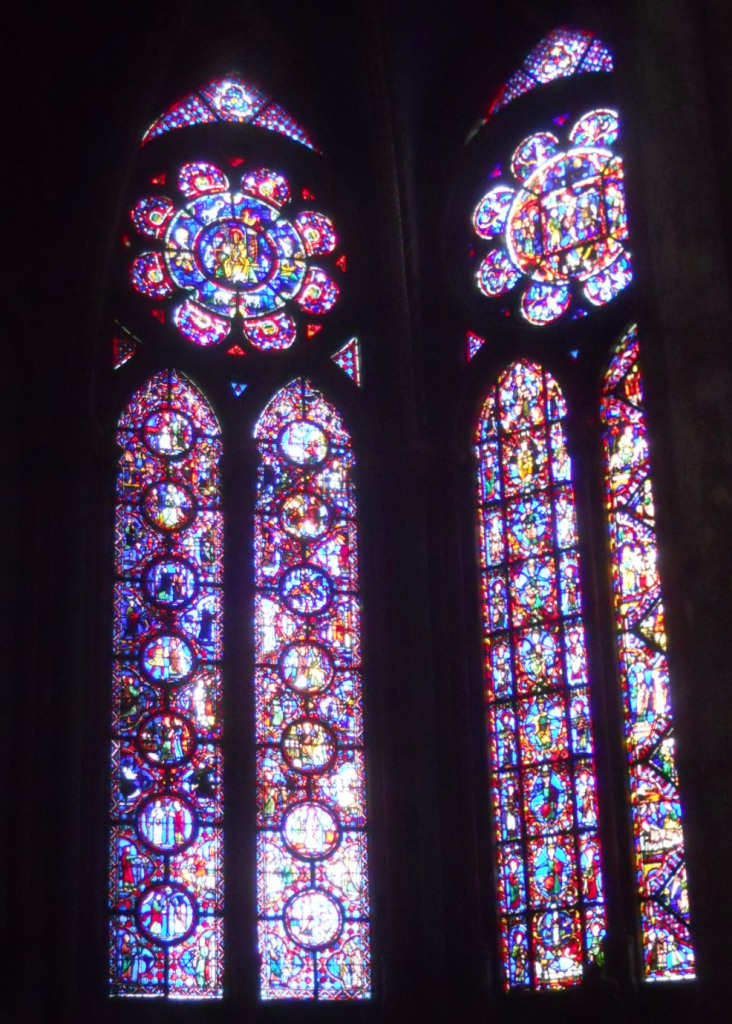
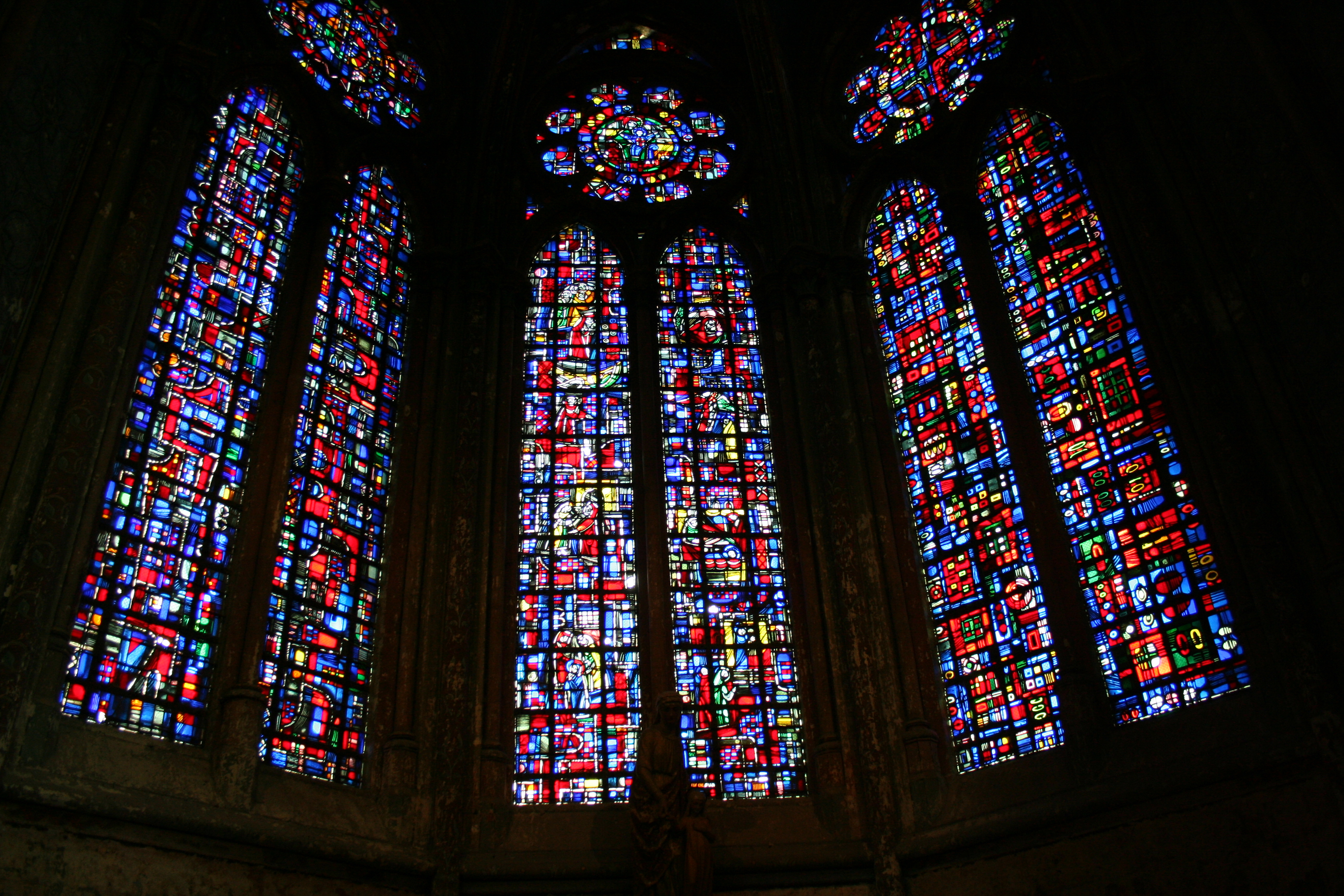
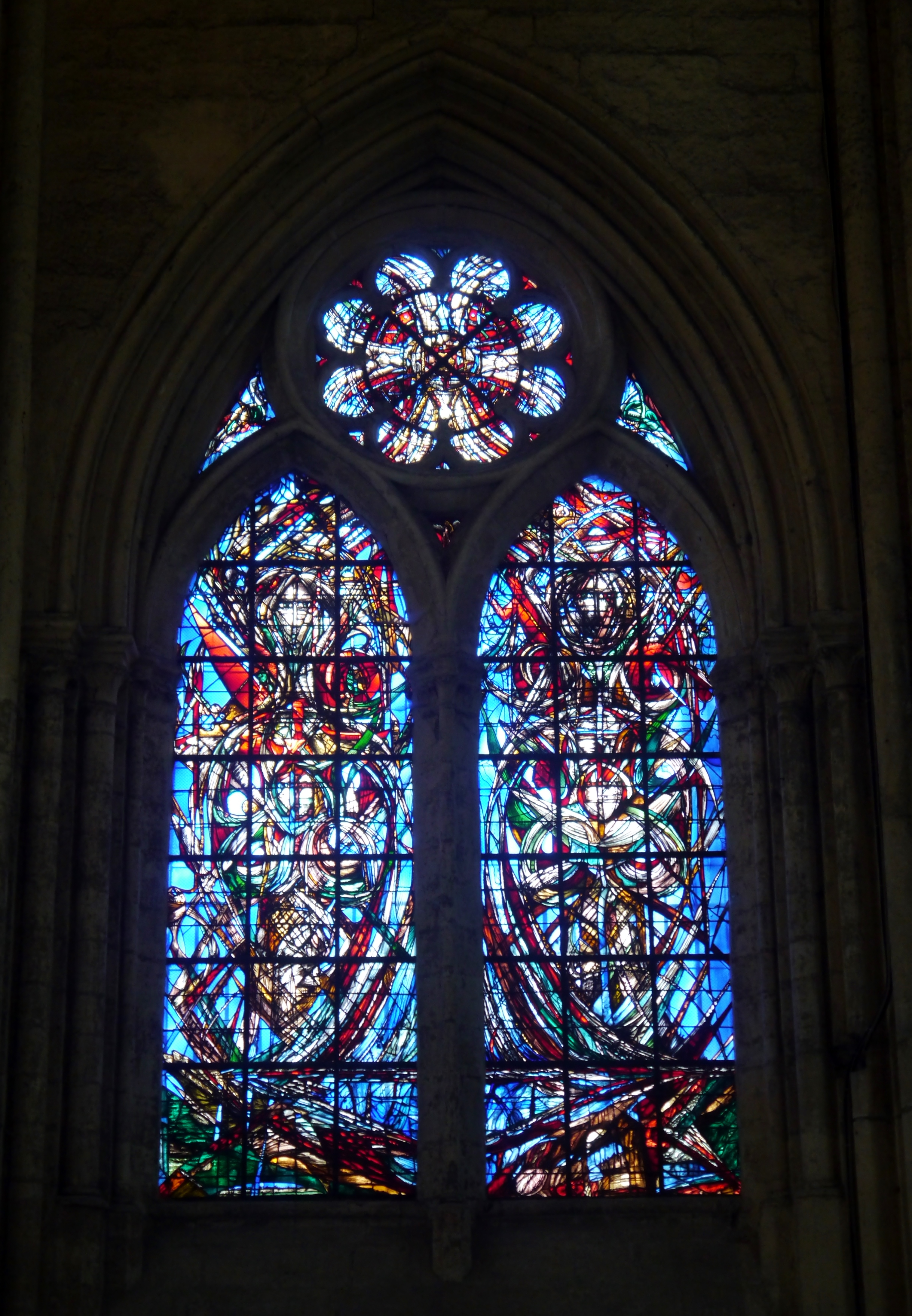
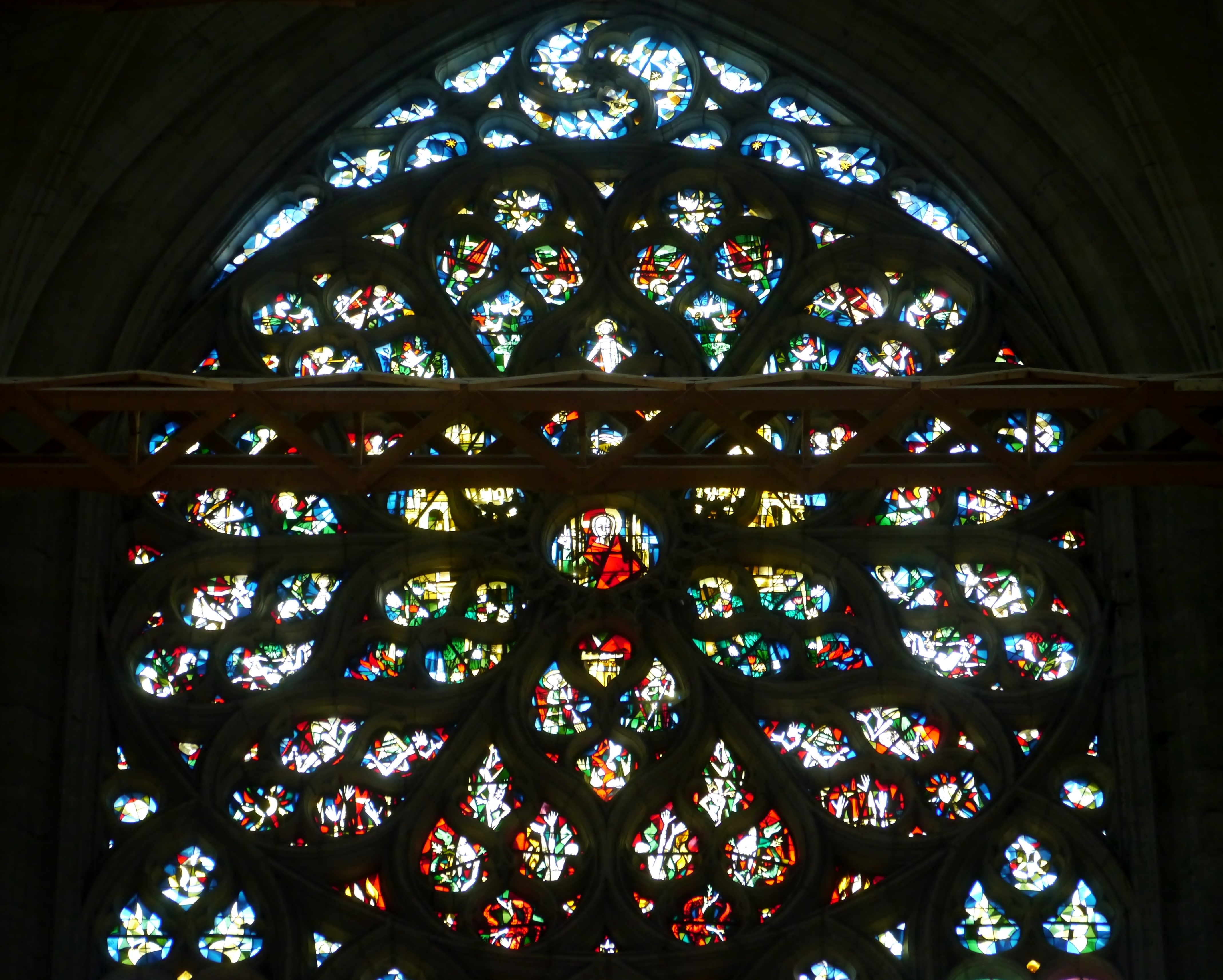

### Vitraux restaurés au début duXXIesiècle
En mars 2016, les vitraux contemporains du déambulatoire et du triforium dont des éléments manquaient (remplacés par des plaques en matière plastique) ont été restaurés. Les trous de la base des fenêtres hautes qui laissaient passer la pluie ont été également colmatés.

## Le mobilier

### L'horloge médiévale

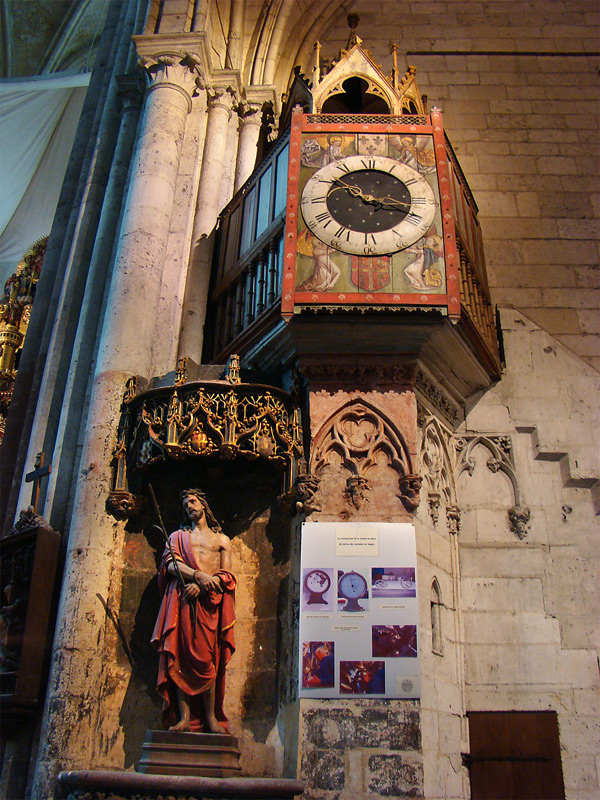
Horloge médiévale.

La cathédrale conserve la plus ancienne horloge médiévale à carillons toujours en état de marche. Elle se trouve non loin de l'horloge astronomique, dans la chapelle Sainte-Thérèse dans la partie nord du déambulatoire, contre le mur de la sacristie et la salle du trésor. Sa construction a été financée par un chanoine du chapitre cathédral du nom d'Etienne Musique mort en 1323/24. Cette horloge « en coin » terminée en 1305 et a été réparée une première fois en 1387.
Le carillon est actionné par un clavier de douze touches qui transmettent le mouvement à des marteaux situés au-dessus de la cage de l'horloge. Il peut jouer des airs différents selon les fêtes liturgique, juste avant la sonnerie des heures

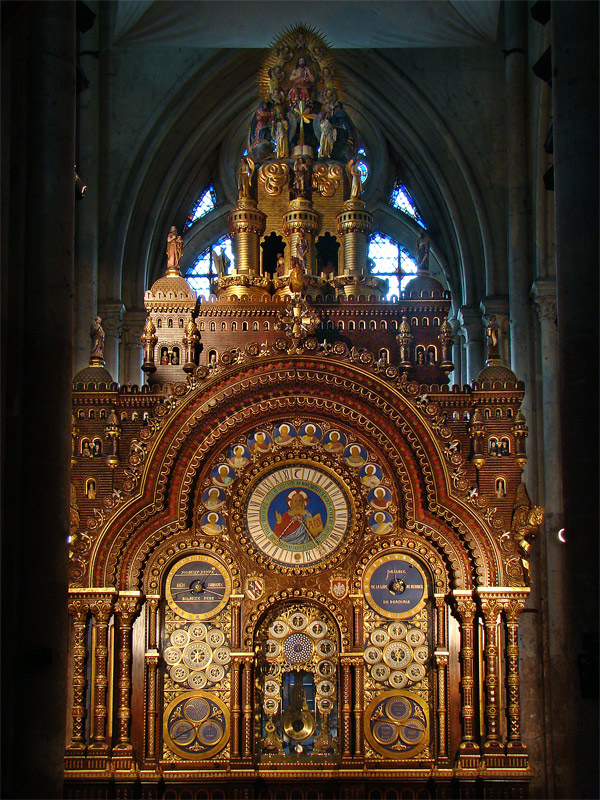
L'horloge astronomique (1866).

### L'horloge astronomique
La cathédrale de Beauvais possède une horloge astronomique, construite par Auguste-Lucien Vérité entre 1865 et 1868 et fut placée dans la chapelle du Saint-Sacrement, située dans le bras nord du transept, en 1876. C'est la pièce maîtresse du mobilier de la cathédrale.
Elle compte environ 90 000 pièces mécaniques en acier et en laiton, 53 cadrans en émail (dont 52 en façade), 63 automates et sonneries. L'ensemble est actionné par un moteur principal et 14 moteurs secondaires. Le meuble exécuté selon les plans du Père Piérart est de style romano-byzantin, il mesure 12 m de haut, 5,12 m de large et 2,82 m de profondeur. En partie haute, 68 automates s'animent lors de la scène du Jugement Dernier. Un son et lumière, diffusé en cinq langues, explique le fonctionnement de ces automates durant 25 minutes.

### Le monument funéraire du cardinal de Forbin-Janson

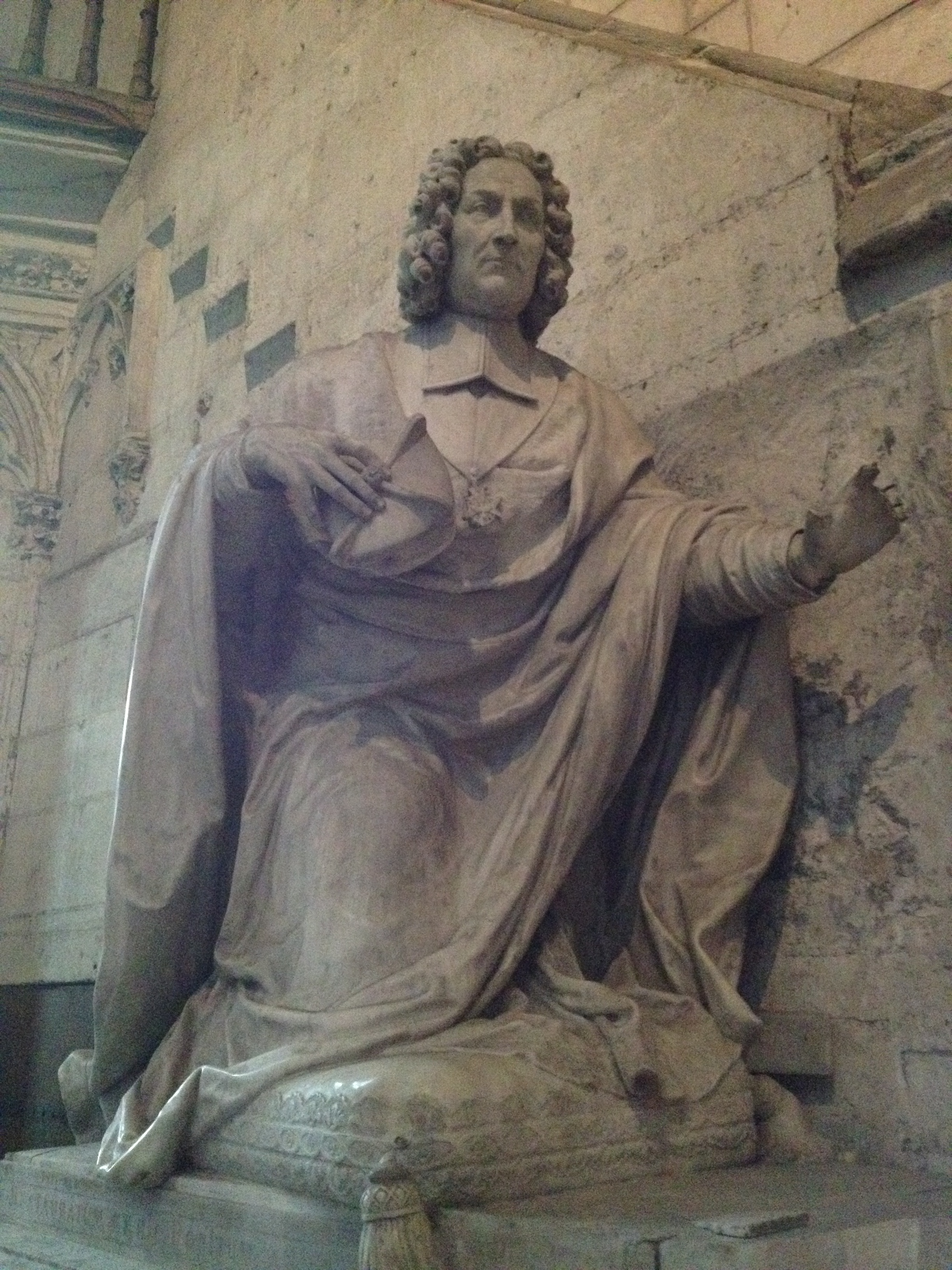
Le cardinal de Janson.

Ce monument funéraire est situé près de la sacristie dans le bas-côté nord. Œuvre de Nicolas Coustou, datée de 1736, il représente Toussaint de Forbin-Janson, cardinal-évêque de Beauvais, agenouillé, le bas gauche tendu vers l'avant, le bras droit tenant sa barrette contre la poitrine.

### Le mobilier liturgique
- Les stalles en bois sculptées des XVIe et XVIIe siècles proviennent de l'ancienne abbaye Saint-Paul. Les accoudoirs des premières sont ornés de feuilles de chou et reliés aux dossiers par des colonnettes engagées ; les accoudoirs des autres sont ornés de figures reliés aux dossiers de volutes. Les miséricordes de 17 stalles sont décorées de figures grotesques ou de têtes d'anges, 54 stalles sont ornées de moulures. Les joues des extrémités sont décorées de statuettes en bas-relief.
- Le maître-autel en marbre plomb et bois doré date 1758, il remplace un autel précédent offert par le roi Louis XI.
- Le trône épiscopal du XVIIe siècle est en bois doré recouvert de tapisserie de Beauvais du XVIIIe siècle.
- La chaire en bois sculptée de la fin du XVIIe siècle provient le l'ancienne abbaye Saint-Lucien. La cuve est soutenue par un groupe sculpté représentant deux captifs agenouillés, sur les panneaux sculptés sont représentés saint Lucien et ses deux compagnons, saint Julien et saint Maxien.
- Les fonts baptismaux se composent d'une cuve en marbre du XVIIIe siècle.

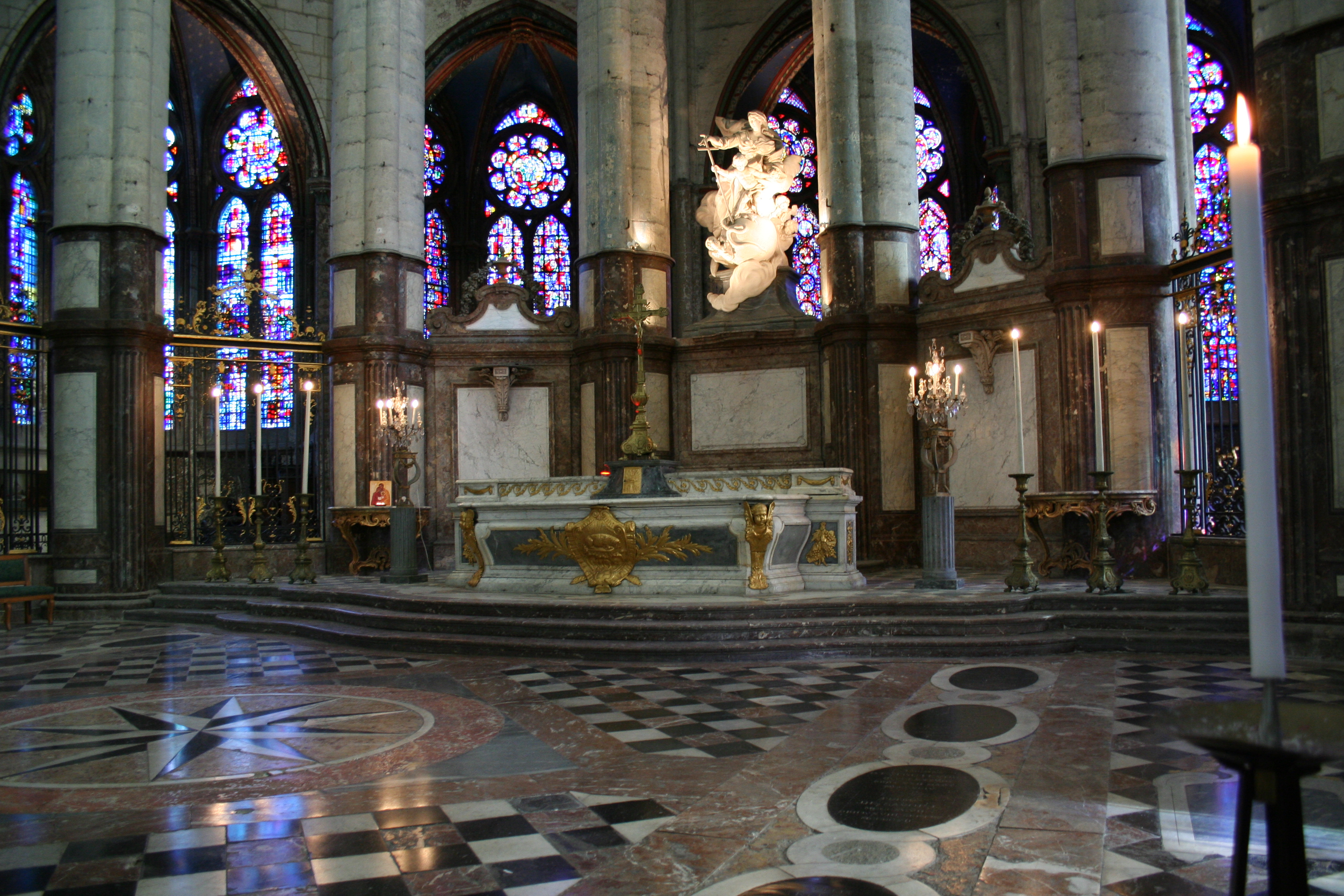
Maître-autel avec ses chandeliers.
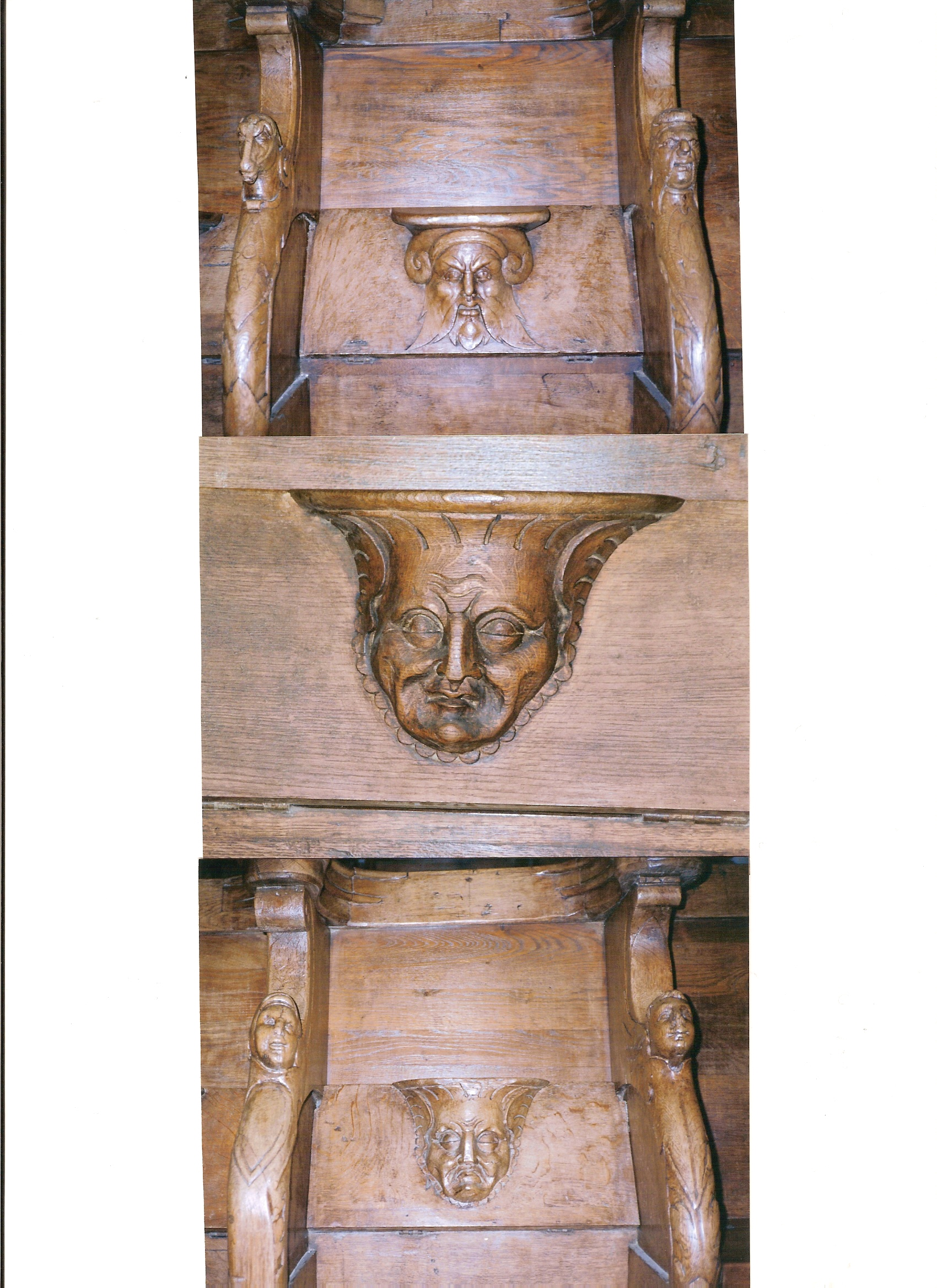
Stalles avec leur bas-relief.
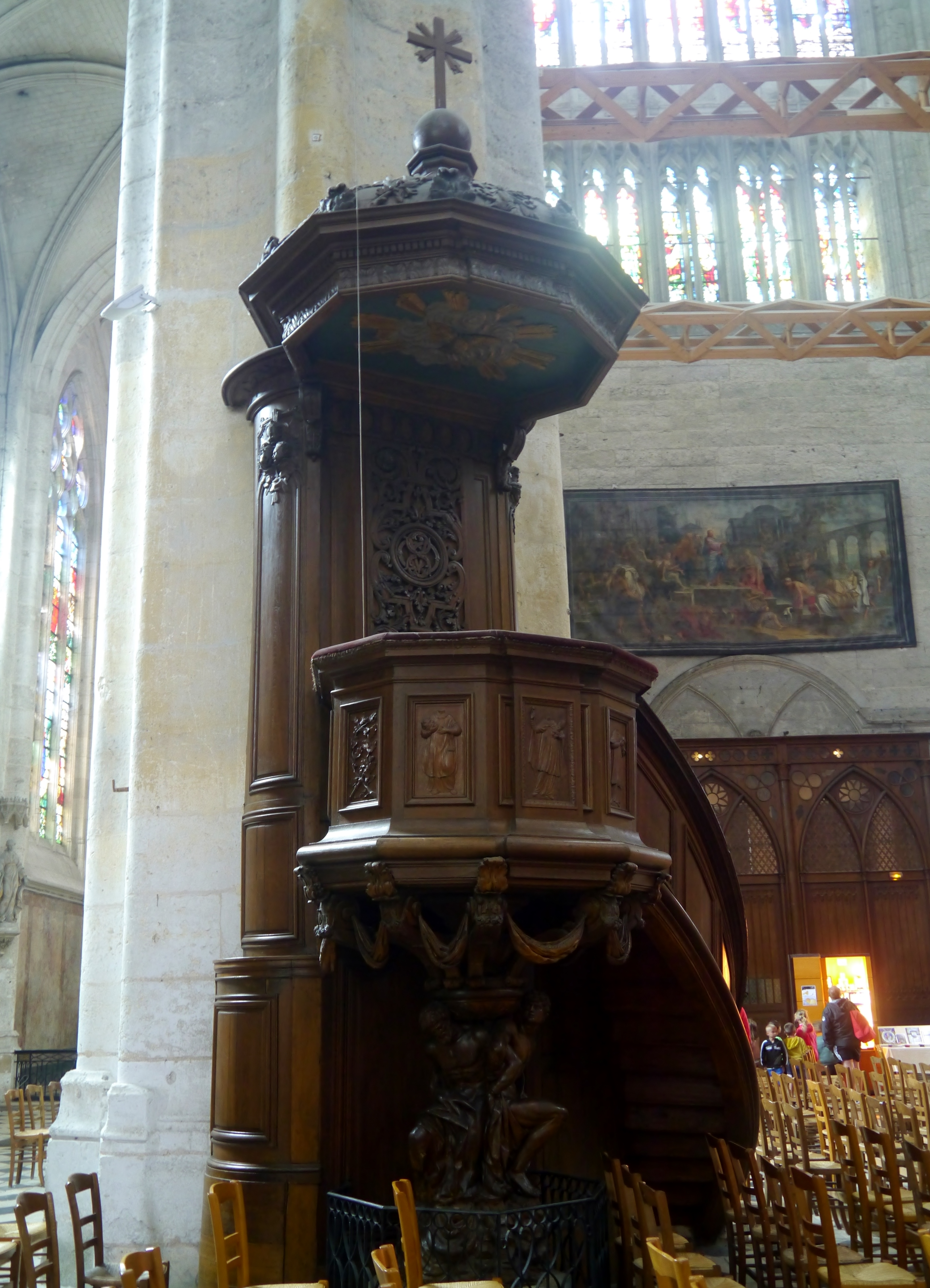
Chaire.

### Les tableaux
La cathédrale conserve quelques toiles des XVIIe, XVIIIe et XIXe siècles :
- derrière le maître-autel, se trouvent des toiles du XVIIe siècle : Le Christ au Jardin des Oliviers, Le Christ en croix entre Charlemagne et saint Louis (1637) de R. de Ronssoy et la Résurrection (1716), œuvre de Charles de La Fosse ;
- dans la chapelle Sainte-Angadrème, une toile représente le Siège de Beauvais ou Jeanne Hachette sur les remparts par Alexandre Grellet daté de 1869 et restauré en 2012 ;
- dans la chapelle des fonts baptismaux, un tableau de 1738, œuvre de Simon Tiersonnier, représente le Baptême de Clovis ;
- l'autel de la chapelle des morts est surmonté d'une toile représentant une Descente de croix, œuvre de Charles de La Fosse ;
- au-dessus de la porte nord du transept, une toile de Jean Jouvenet représente Jésus guérissant les malades ;
- Saint Jérôme attribué à José de Ribera ;
- Communion de saint Denis  par Jean Jouvenet ;
- Disciples d'Emmaüs et Jésus chez Marthe et Marie de François Maurepin ;
- Saint François attribué au chanoine François Gaget (conservée dans la salle du chapitre) ;
- Flagellation de Quentin Varin (conservée dans la salle du Trésor) ;
- dans la chapelle des fonts baptismaux, tableau d'Henri Lejeune représentant le « Christ mort » (XVIIIe siècle) ;
- Sainte Madeleine du XVIIIe siècle.

### Les sculptures

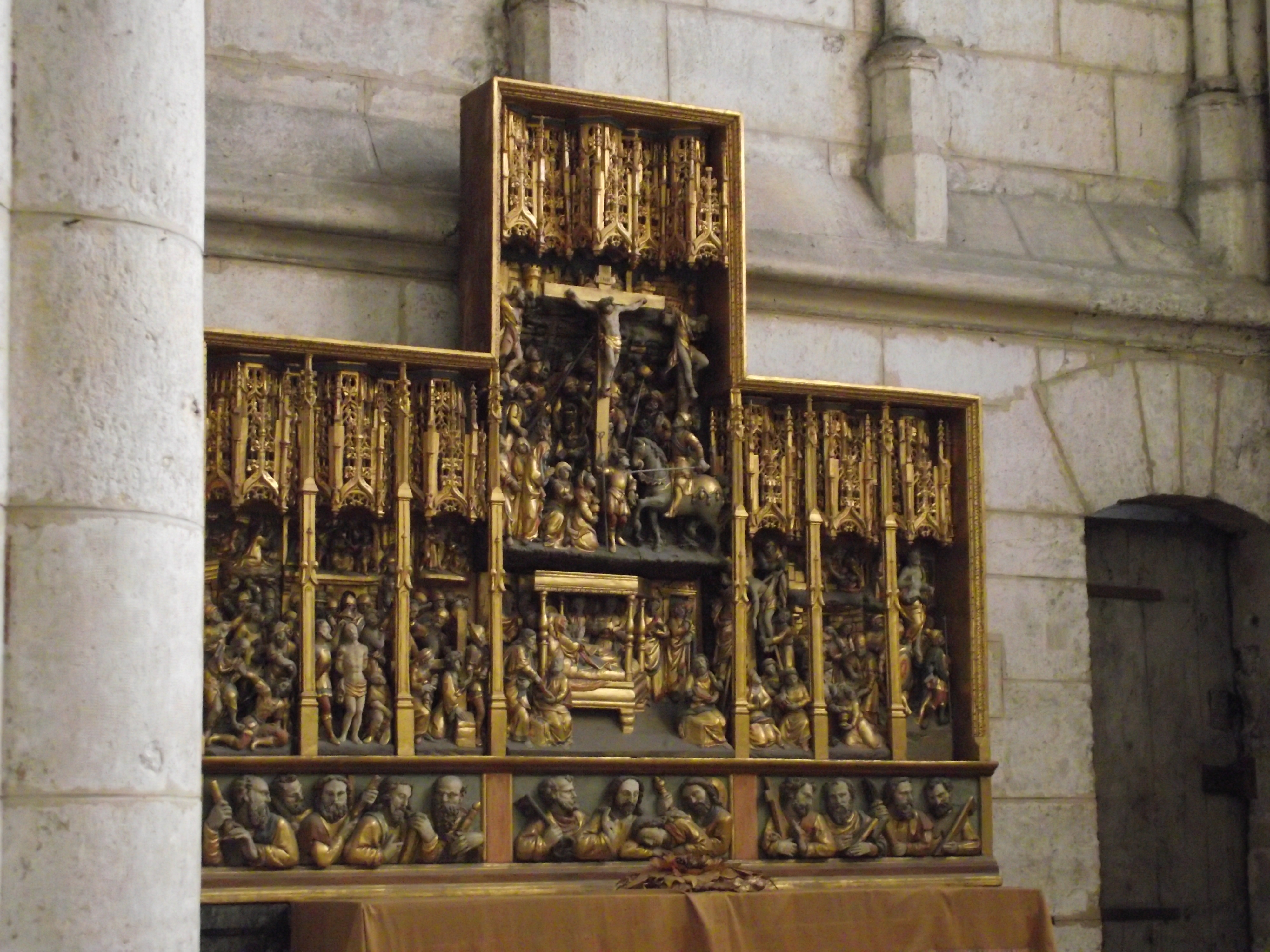
Le retable de la Passion.

La cathédrale conserve également quelques sculptures remarquables :
- un christ en croix du XVe siècle ;
- un Ecce Homo ou Christ au roseau sous un dais sculpté de style gothique flamboyant, en bois polychrome du XVe siècle à côté de l'horloge médiévale ;
- le retable de la Passion ou retable de Marissel (1571-1573), provenant de l'ancienne église de Bracheux. Il est l'œuvre du peintre beauvaisien Nicolas Nitart. En 1862, le retable se trouvait dans l'église Notre-Dame de Marissel. Des fragments des volets peints subsistant étaient disséminés dans l'église, ils ont aujourd'hui disparu. Le retable fut restauré en 1964 et depuis 1966 il est en dépôt dans la cathédrale de Beauvais[29] ;
- statue de sainte Angadrême en tenue d'abbesse (XVIe siècle) ;
- groupe sculpté en plâtre représentant la Vierge faisant marcher l'Enfant Jésus (XVIIe siècle) de Nicolas Sébastien Adam. Cette sculpture est située à l'arrière du maître-autel ;
- statue de saint Pierre assis sur un trône, accueillant les fidèles à l'entrée sud de la cathédrale ;
- monument à Jeanne d'Arc en marbre blanc, sculpté par Charles Desvergnes, Marc Jacquin et Gabriel Chauvin en 1930. Le monument représentant Jeanne d'Arc fut commandé par Eugène-Stanislas Le Senne, l'évêque de Beauvais, qui est représenté agenouillé devant Jeanne pour lui demander pardon du rôle joué par Pierre Cauchon, évêque de Beauvais, lors du procès de 1431. Le panneau rectangulaire derrière la statue de Jeanne d'Arc représente des personnages en bas-relief.

### Les tapisseries
Elle conserve deux ensembles de tapisseries de chœur remarquables (XVe et XVIIe siècles) : sur les onze pièces qui constituaient La Vie de saint Pierre, 6 subsistent aujourd'hui. Ces tapisseries du XVe siècle ont été données en 1461 par l'évêque de Beauvais Guillaume de Hellande.
La tapisserie de la Passion fut fabriquée en Flandre vers 1500. Elle fut acquise par la cathédrale de Beauvais en 1837, elle est aujourd'hui déposée au Musée départemental de l'Oise.

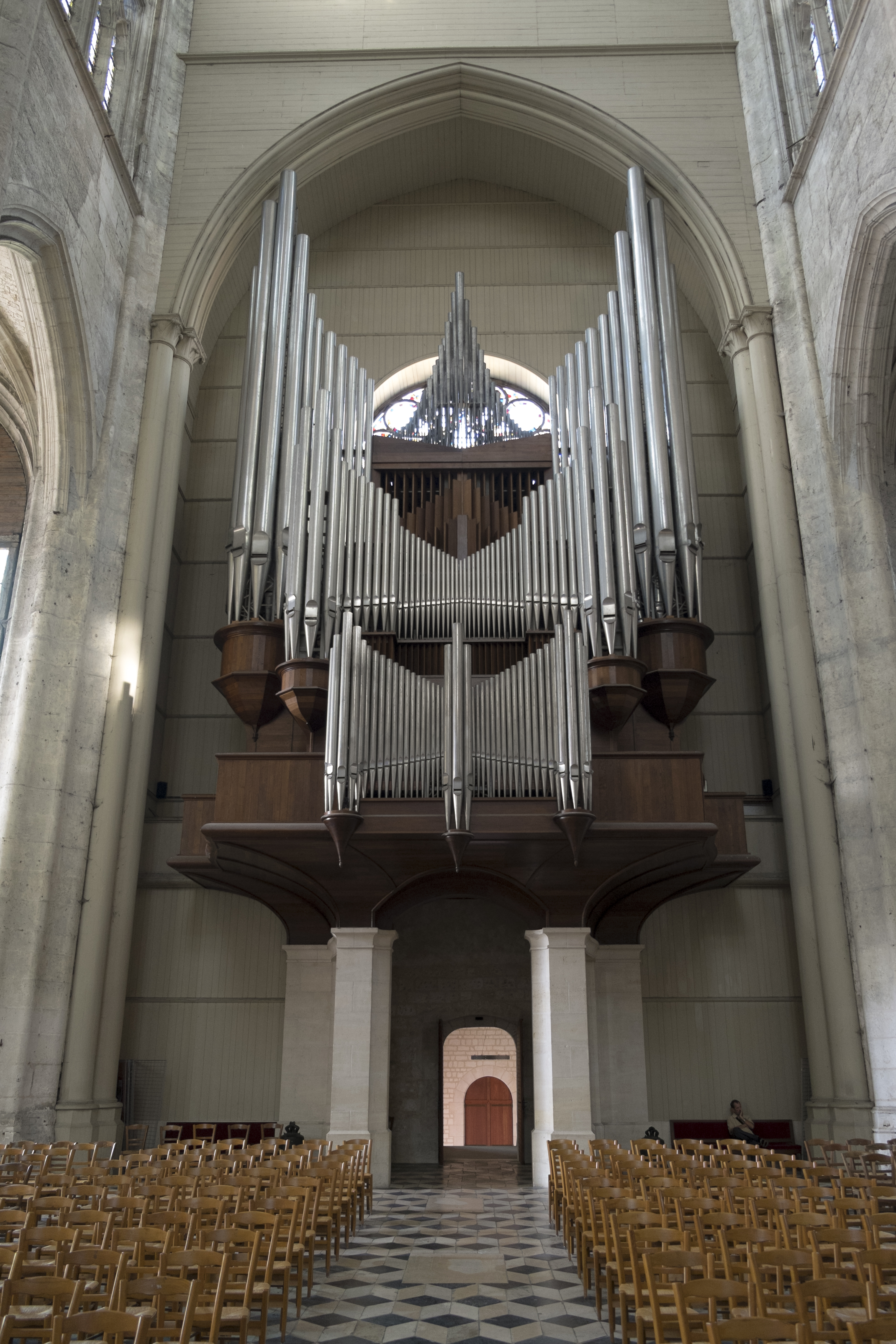
Orgue de tribune.

### Les orgues
La cathédrale de Beauvais possède deux orgues : le grand orgue de tribune Des Oliviers, 1532 / Cosyn, 1827 / Danion-Gonzalez, 1979 (quatre claviers et pédalier, 77 jeux et environ 5 000 tuyaux) ; et un orgue de chœur Ducroquet, 1850 / Gutschenritter, 1943 (deux claviers et pédalier, 21 jeux, nombre de tuyaux inconnu).

#### L'orgue de tribune
L'instrument a été construit en 1979 par les établissements Danion-Gonzalez. Il remplace en réutilisant une bonne part du matériel ancien l'orgue construit en 1827 par Cosyn, sous la direction de P.M. Hamel. Il a été placé dans l'unique travée de la nef.
| I. Positif, 56 notes Ut1-Fa7 | II. Grand-Orgue, 56 notes Ut1-Fa7 | III. Récit, 56 notes Ut1-Fa7 | IIII. Bombarde, 56 notes Ut1-Fa7                                           | Pédalier (à l'allemande) 32 marches Ut1-Fa5 |
| --- | --- | --- | -------------------------------------------------------------------------- | --- |
| Montre 8' Bourdon 8' Flûte 8' Gambe 8' (registre muet) Flûte 4' Prestant 4' Nasard 2' 2/3 Doublette 2' Tierce 1' 3/5 Larigot 1' 1/3 Piccolo 1' Cornet V rangs 8' Fournitures III rangs 8' Cymbales II rangs 6' Trompette 8' Clairon 4' Cromorne 8' Cor de Chamois 8' | Montres 16' Bourdon 16' Montres 8' Bourdon 8' Flûte 8' Gambe 8' (registre muet) Gros Nasard 5' 1/3 (c'est, du raffistolage) Prestant 4' Flûte 4' Grosse tierce 3 1/5 (c'est, du raffistolage) Nasard 2' 2/3 Quarte 2' Doublette 2' Tierce 1' 3/5 Fourniture III rangs Fournitures V rangs 8' Cymbales IV rangs 6' Cornets V rangs 8' 1re Trompette 8' 2e Trompette 8' Clairon 4' | Principal italien 8' Flûte harm.8' Bourdon 8' Salicional 8' Quintaton 16' Voix céleste 8' Principal italien 8' Flûte 4' Doublette 2' Plein-Jeu V rangs 8' Cymbales IV rangs 6' Bombarde 16' Cor anglais 16' Trompette 8' Clairon 4' Hautbois 8' Voix humaine 8' | Cornet V rangs 8' (à partir de Sol 2) Bombarde 16' Trompette 8' Clairon 4' | Principal 32 Soubasse 32 Contrebasse 16 Bourdon 16 Flûte 16 Principal 8 Flûte 8 Bourdon 8 Principal 4 Flûte 4 Quinte 2 2/3 Flûte 2 Fourniture 6 rangs Bombarde 16 Trompette 8 Dermogloste Clairon 4 |

Tirasses 8 . Po Go Re Bombarde
acc. 8.   Po/Go  Re/Go  Re/Po  Bombarde/Go
Combinateur / Séquenceur / Crescendo gl
Tutti gl / Plenum
Transmission mécanique notes 
Tirage électrique de jeux

#### Orgue de chœur
L'orgue a été construit en 1850 par Ducroquet. Il a été restauré et modifié par Gutschenritter en 1943. Le buffet est de style néogothique. Deux plates-faces surélevées de neuf tuyaux encadrent une grande plate-face centrale qui possède également neuf tuyaux. Le buffet mesure 4,15 m de largeur, environ 7,20 m de hauteur et 2,25 m de profondeur.
| I. Grand-Orgue, 56 notes Ut1-Fa5                                                                                  | II. Récit, 56 notes Ut1-Fa5 | Pédalier (à l'allemande) 27 marches Ut1-Fa2 |
| --- | --- | ------------------------------------------- |
| Montre 8' Flûte 8' Bourdon 8' Prestant 4' Doublette 2' Clairon 4' Trompette 8' Fournitures 3 rangs 8' Bourdon 16' | Flûte 4' Gambe 8' (registre muet) Voix céleste 8' Cor de chamois 8' Cor anglais 16' Cromorne 8' Flûte octaviante 4' Cornet 3 rangs 4' Nazard 2' 2/3 | Bourdon 16'(emprunt) Bourdon 8'(emprunt)    |

## Le trésor
Saint-Pierre de Beauvais possédait, au Moyen Age, l'un des plus beaux trésors de cathédrale en France, constitué de plus d'un millier d'objets. Pour poursuivre la construction de la cathédrale, pour le paiement de la rançon du roi François Ier, pour financer les réparations à la suite de la chute de la flèche, le chapitre cathédral en vendit une partie. A la Révolution française, conformément à la loi, le trésor fut dispersé, le 18 août 1791, le district de Beauvais envoya à la Monnaie de Paris, ciboires, calices, ostensoirs, statues en argent, reliquaire. En 1792, une représentation en argent de saint Sébastien, une Vierge dorée, un reliquaire de saint Evrost, une croix de procession en or...
Au XIXe siècle, l'abbé Tesson reconstitua le trésor avec des pièces retrouvées ici ou là :
- une série de tapisseries du XVe au XVIIIe siècle[34] parmi lesquelles :
  - cinq tapisseries relatant l'Histoire fabuleuse des Gaules réalisées à partir de 1530 pour Nicolas d’Argillière (v. 1480-1561), chanoine de la cathédrale de Beauvais. Depuis la mort de son commanditaire, elles appartiennent au trésor de la cathédrale. Propriété de l’État, protégée au titre des Monuments historiques depuis 1899[35] ;
  - la tapisserie de la Passion (limite XVe – XVIe siècle)[36] etc.
- ornement de drap d'or à fleurs polychromes, orfrois d'or et d'argent sur velours rouge,
- chapes de drap d'or,
- des émaux limousins du XVIe siècle représentant la Crucifixion et la Mise au tombeau, du XVIIe siècle ;
- deux émaux représentant sainte Anne instruisant la Vierge et la Vierge à l'Enfant ;
- statuette représentant saint Lucien en bois polychrome du XVIe siècle,
- sainte Marguerite terrassant un dragon,
- Ecce Homo,
- sainte Véronique en terre cuite vernissée,
- une monstrance-reliquaire du XVe siècle,
- un bras reliquaire en bois recouvert d'argent repoussé,
- un bras reliquaire en bois recouvert de cuivre doré,
- un pot à aumône en cuivre du XVIe siècle etc.[3]

Ces pièces restent toutefois invisibles pour le grand public en 2010.

## Le cloître et la salle du chapitre
Le cloître fut construit au XIVe siècle vraisemblablement sous l'épiscopat de Pierre de Savoisy, le bâtiment à colombage qui le surmonte est construit en brique. Il avait autrefois quatre côtés, il n'en reste que deux. Il est formé d'une série d'arcades trilobées sur quatre travées soutenues par trois contreforts. Cette partie du cloître n'est pas voûtée, le plafond plat est surmonté par des poutres reposant sur des corbeaux de bois décorés des armoiries sculptées des dignitaires de la cathédrale. Dans le bâtiment au-dessus du cloître, avant la Révolution française, se trouvait la bibliothèque du chapitre cathédral.
Au XVIe siècle, on construisit, dans le prolongement du cloître, un bâtiment en pierre qui abrite à l'étage la salle du chapitre éclairée par des fenêtres à meneaux avec des volets de bois au décor en plis de serviette. Dans le prolongement de la salle du chapitre, se trouve la salle des archives.
Au centre du cloître un petit jardin a été aménagé avec au milieu une croix de fer fixée sur un socle formé d'une colonne en pierre du XVIe siècle. Le sol du jardinet est rehaussé de 60 centimètres par rapport au niveau du cloître.

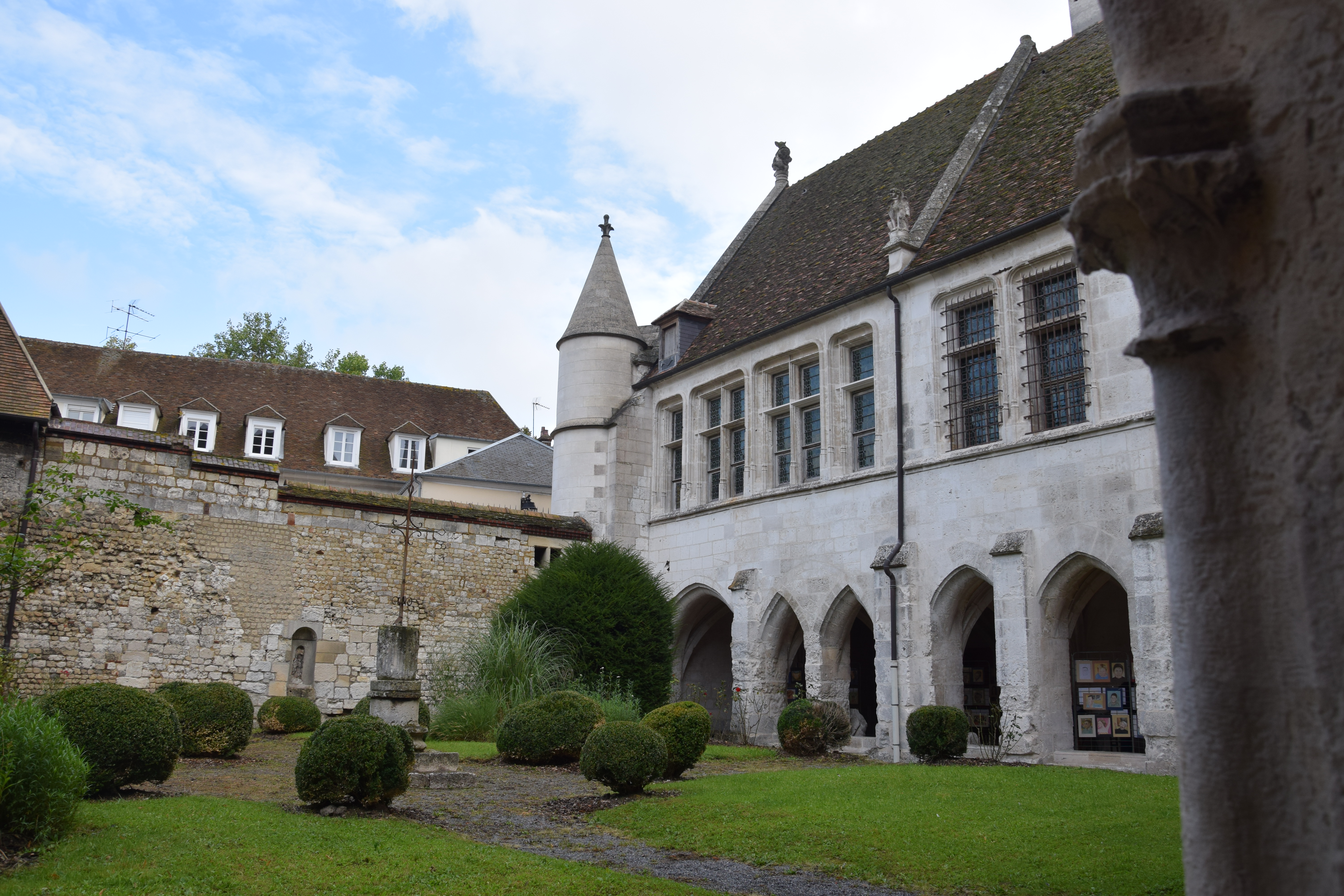
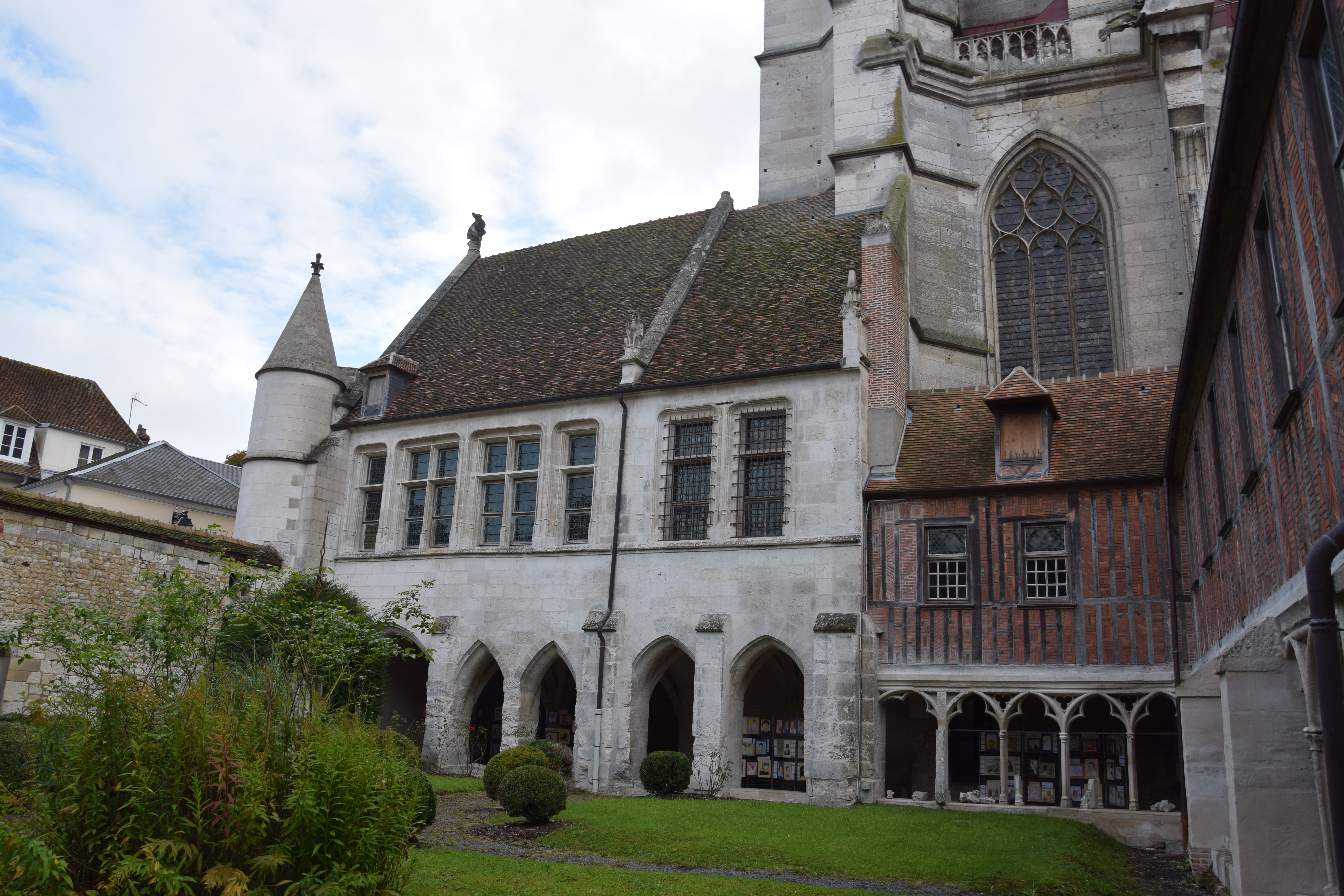
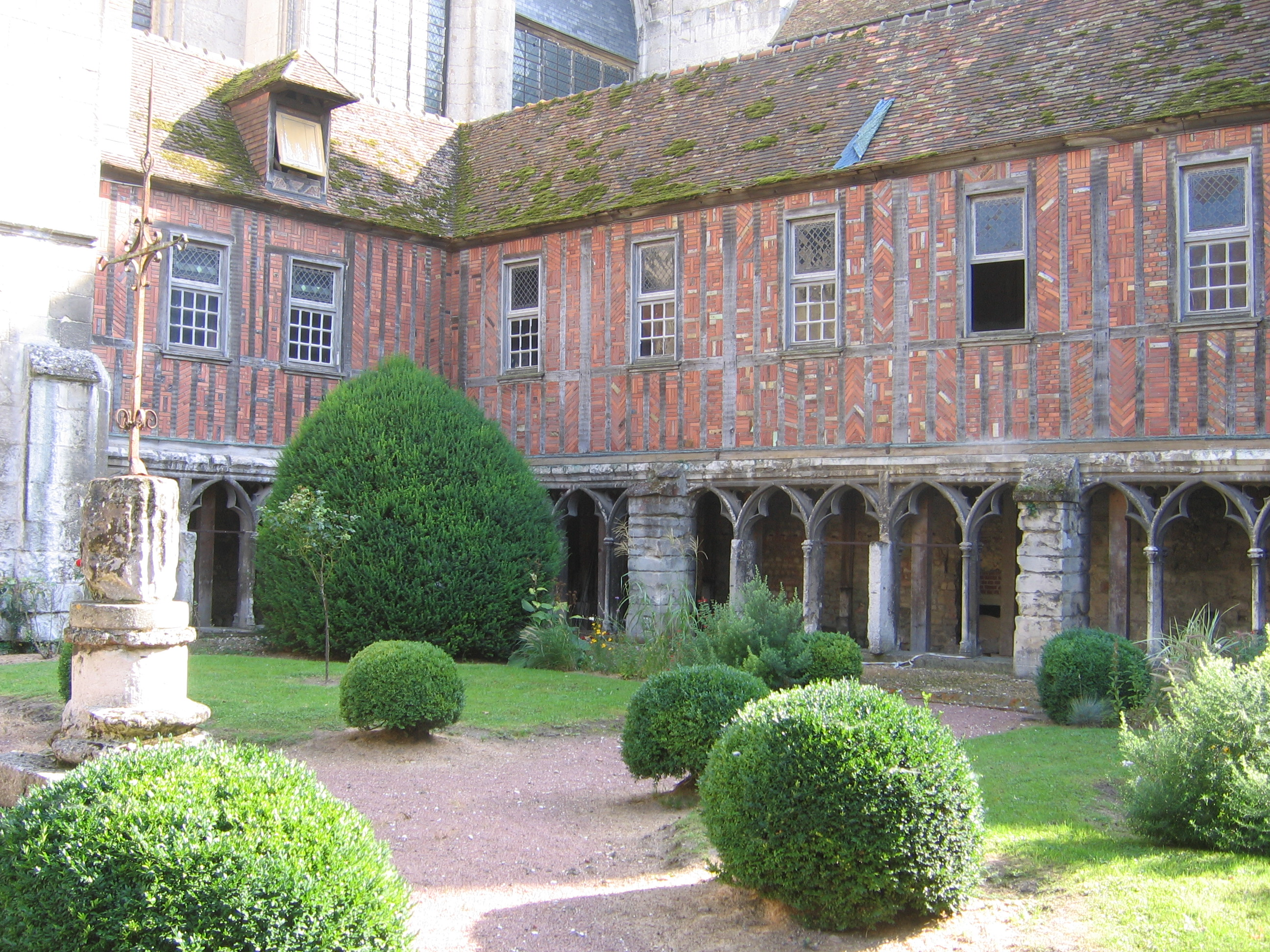